# Українсько-молдовські відносини

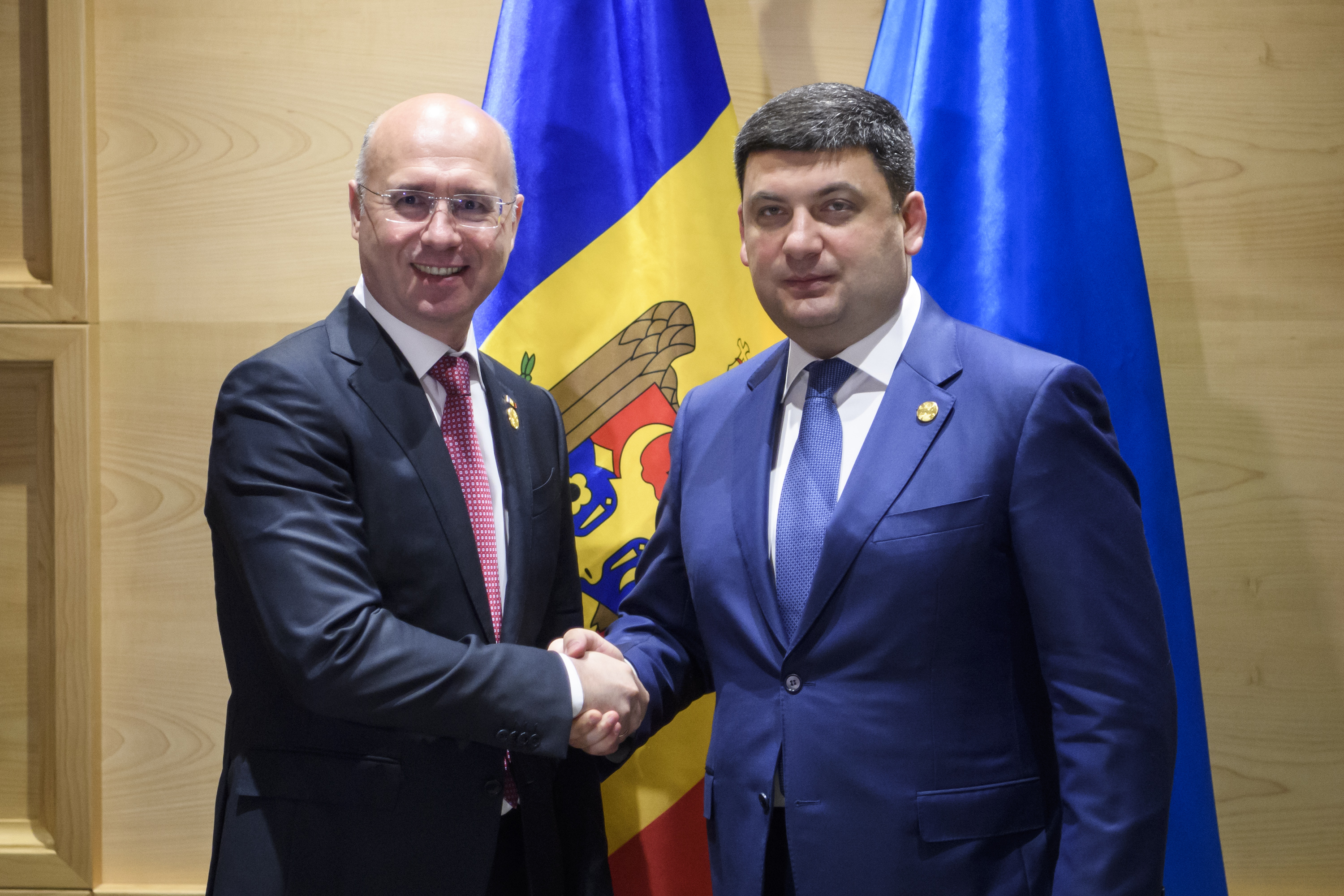
Прем'єр-міністр України Володимир Гройсман з Прем'єр-міністром Молдови Павлом Філіпом

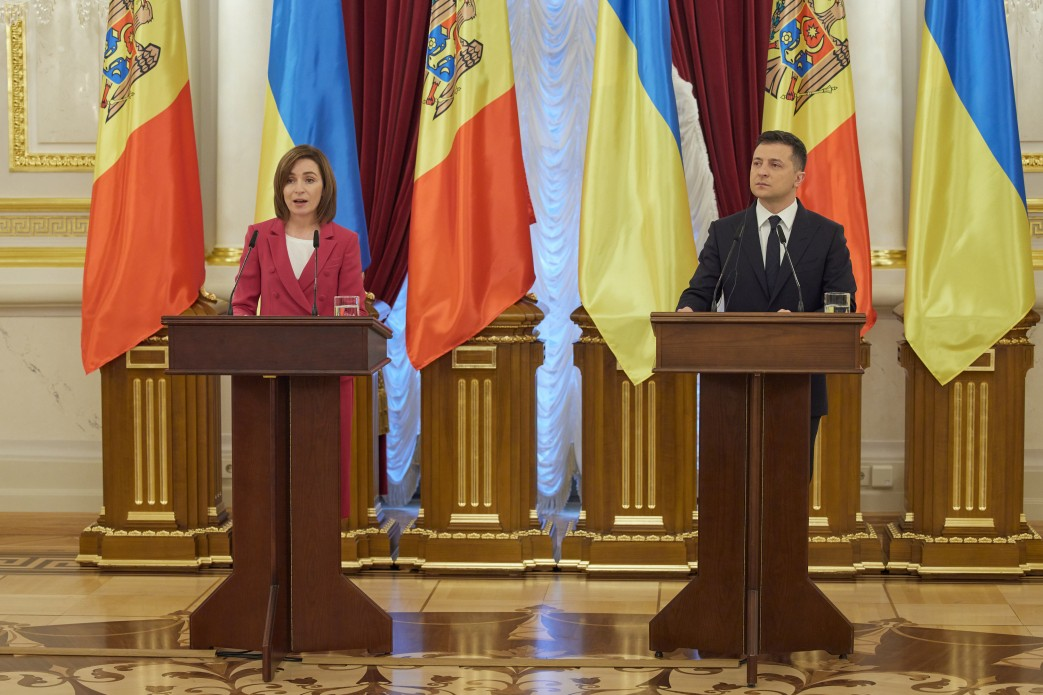
Зустріч Президентів Володимира Зеленського та Маї Санду у Києві, 12 січня 2021

Украї́нсько-молдовські відно́сини — міжнародні стосунки між Україною та Республікою Молдова. Хоча новітні офіційні міждержавні стосунки між Україною та Молдовою були започатковані у 1991, вони ґрунтуються на 600-річних культурних, церковних та наукових зв'язках українців (русинів) та молдован.
Історія українсько-молдовських союзів сягає своїм корінням другої половини XVI ст., коли у 1563 невдалу спробу зайняти трон господаря Молдови здійснив Дмитро Вишневецький. У 1577 господарем Молдовського князівства став Іван Підкова.
Під час Національно-визвольної війни українців проти Речі Посполитої у 1652 р. Богдан Хмельницький змусив господаря Молдови Василя Лупула погодитися на одруження своєї дочки Розанди Лупул на сині українського гетьмана Тимоші Хмельницькому — після цього Молдовське князівство стало союзником України у її боротьбі з Річчю Посполитою. Богдан Хмельницький протягом кількох років невдало намагався реалізувати масштабний «молдовський проєкт»: він включав породичання з монаршими родинами Європи через шлюб сина Хмельницького з донькою господаря Молдови, зближення у відносинах з Семигородом та Волощиною, схилення на свій бік Януша Радзивілла, фактичного володаря Великого князівства Литовського, який був одружений з іншою дочкою Василя Лупула — Марією. «Молдовський проект» Б. Хмельницького перестав бути актуальним після смерті Тимоша в 1653 р. у битві під Сучавою.
Гетьманом (володарем) Правобережної України у 1681–1683 р.р. османським султаном Мехмедом IV був призначений грек за походженням, господар Молдовського князівства Георге Дука (саме під час його правління у Північному Причорномор'ї з'явилися молдовські поселенці). Деякі румунські джерела також називають чотирьох інших господарів Молдови — Іоана Воде Лютого (рум. Ioan Vodă cel Cumplit), Стефана Могилу (рум. Ştefan Movilă), Думітрашку Кантакузіна (рум. Dumitraşcu Cantacuzino) та Міхая Раковіце (рум. Mihai Racoviţă) — володарями українських земель, хоча українськими джерелами це не підтверджується.
На території Молдови, а саме у місті Бендери, 5(16) квітня 1710 р. було прийнято першу українську конституцію «Пакти і Конституцію прав і вольностей Війська Запорозького» (лат. Pacta et Constitutiones legum libertatumque exercitus zaporoviensis).
Окремою сторінкою відносин Української Народньої Республіки та Молдовської Демократичної Республіки були 1917–1918, коли, всупереч існуючому на той час розподілу населення та не зважаючи на рішення українських громад (наприклад, Буковинського народного віча 3 листопада 1918 р. про возз'єднання Північної Буковини з УНР; Селянського з'їзду Аккерманського повіту Бессарабії 10 січня 1918 року про приєднання повіту до України; рішення земських зборів у березні-квітні 1918 р. п'яти з восьми повітів Бессарабії — Аккерманського, Бендерського, Ізмаїльського, Сороцького та Хотинського — про приєднання до України), вся територія Бессарабії, а також Північна Буковина були окуповані Румунією та включені до її складу (українці компактно проживали у Північній Буковині, Північній Бессарабії та в Південній Бессарабії або у Буджаку). До УНР хотіли приєднатися і болгари, які компактно проживали в Південній Бессарабії.
Україна визнала незалежність Республіки Молдова 21 грудня 1991. Дипломатичні відносини між Республікою Молдова та Україною були встановлені 10 березня 1992 р. Перший офіційний візит президента України Л.Кравчука до Молдови відбувся 23 жовтня 1992 р. Під час візиту був підписаний «Договір про добросусідство, дружбу та співробітництво між Україною і Республікою Молдова».
Послом України в Молдові є Іван Гнатишин. Довжина кордону між Молдовою та Україною — 985 км. Українці є другою за величиною етнічною групою у Молдові після молдован (442.346 осіб, що становлять 11,2% від усього населення). Молдовани є четвертою за чисельністю національною меншиною в Україні (станом на 2001 р. в Україні налічувалося 258.600 молдован, тобто 0,5% всього населення країни).
З моменту утворення Молдовського князівства і до сьогодні багато молдован проживали в Україні, а українців у Молдові. Найвідомішим молдованином, що мешкав у Києві та зробив надзвичайно важливий внесок до української культури, був Петро Могила (1596–1647 р.р.).
У 1870–1885 р.р. у Сучаві (Північна Молдова — Південна Буковина) мешкав Микола Устиянович, український поет і громадський діяч, організатор Собору руських учених, автор слів пісні «Верховино, світку ти наш». У місті Ґурагумора (Північна Молдова — Південна Буковина) народилася Ольга Кобилянська.
З сучасників у Молдові народилися Сергій Тігіпко (Синжерейський район), Анатолій Кінах (Єдинецький район) та Кіра Муратова (м. Сороки).
Громадянами України — етнічними молдованами з Чернівецької області є Софія Ротару, Іво Бобул та Лілія Сандулеса. З молдованами пов'язані місцевості в Одесі «Молдованка» та в Києві «Бессарабка».
Громадянином Румунії етнічним українцем (що народився на території історичної Північної Молдови — Південної Буковини) є відомий румунський художник-імпресіоніст Василь Хутопила. Етнічною українкою (у родині були також росіяни і молдовани) є відома сучасна румунська співачка Анна Леско (рум. Anna Lesko), яка народилася та мешкала до 17 років у Кишиневі в Республіці Молдова. Етнічним українцем з Одещини (с. Марківка), що мешкає у Республіці Молдова, є відомий молдовський, радянський і російський футболіст та головний тренер збірної Молдови з футболу в 2006–2009 р.р. Ігор Добровольський.

## Історія

### Україно-молдовські відносини до сер. XVIIст.
Значна частина території сучасної Республіки Молдова до XIV століття була заселена українцями та входила до складу Русі та Галицько-Волинського князівства. У «Повісті врем'яних літ» є відомості про населення Дністровсько-Прутського межиріччя в IX-XIII ст. слов'янськими племенами (тиверцями, а також уличами та білими хорватами), які згодом стали складовою частиною української нації.
Територія сучасної Республіки Молдова була заселена румуномовними переселенцями з Трансильванії у XIV столітті (після 1359 р. або 1352 р., коли румуномовні переселенці з Марамурешу заснували перші поселення біля м. Сучава у Південній Буковині), коли виникло окреме Молдовське князівство. Українське населення значною мірою було асимільоване (це полегшувалося спільністю релігії — православного християнства), хоча є свідчення, що на початку історії Молдовського князівства українці складали не менше третину населення країни.
У період XIV-XVII століття в українського та молдовського народів формувалася самобутня культура. Можна відзначити ряд спільних рис у книжній культурі, на яку великий вплив мала релігія. Православ'я як пануюча релігія у молдован і українців була об'єднуючим чинником для двох народів. У молдовської церкви, як і в українській, у богослужінні та писемності вживалася старослов'янська мова в українському (київському) ізводі; до кінця XVI століття українська і молдовська церкви залежали від константинопольського патріарха. Сталі зв'язки розвивалися й надалі: тривав обмін предметами церковного вжитку, книгами; церковні діячі приїжджали на час або назавжди з України до Молдови або з Молдови в Україну. Обмін сприяв формуванню численних спільних рис як у мистецтві, так і в освіті Молдови та України.

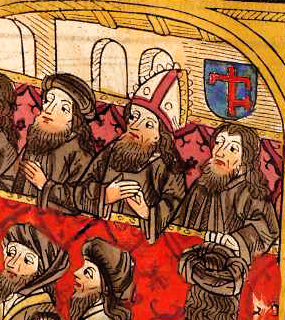
Митрополит Київський та всієї Русі Григорій Цамблак (зліва) на соборі у Констанці, 1418
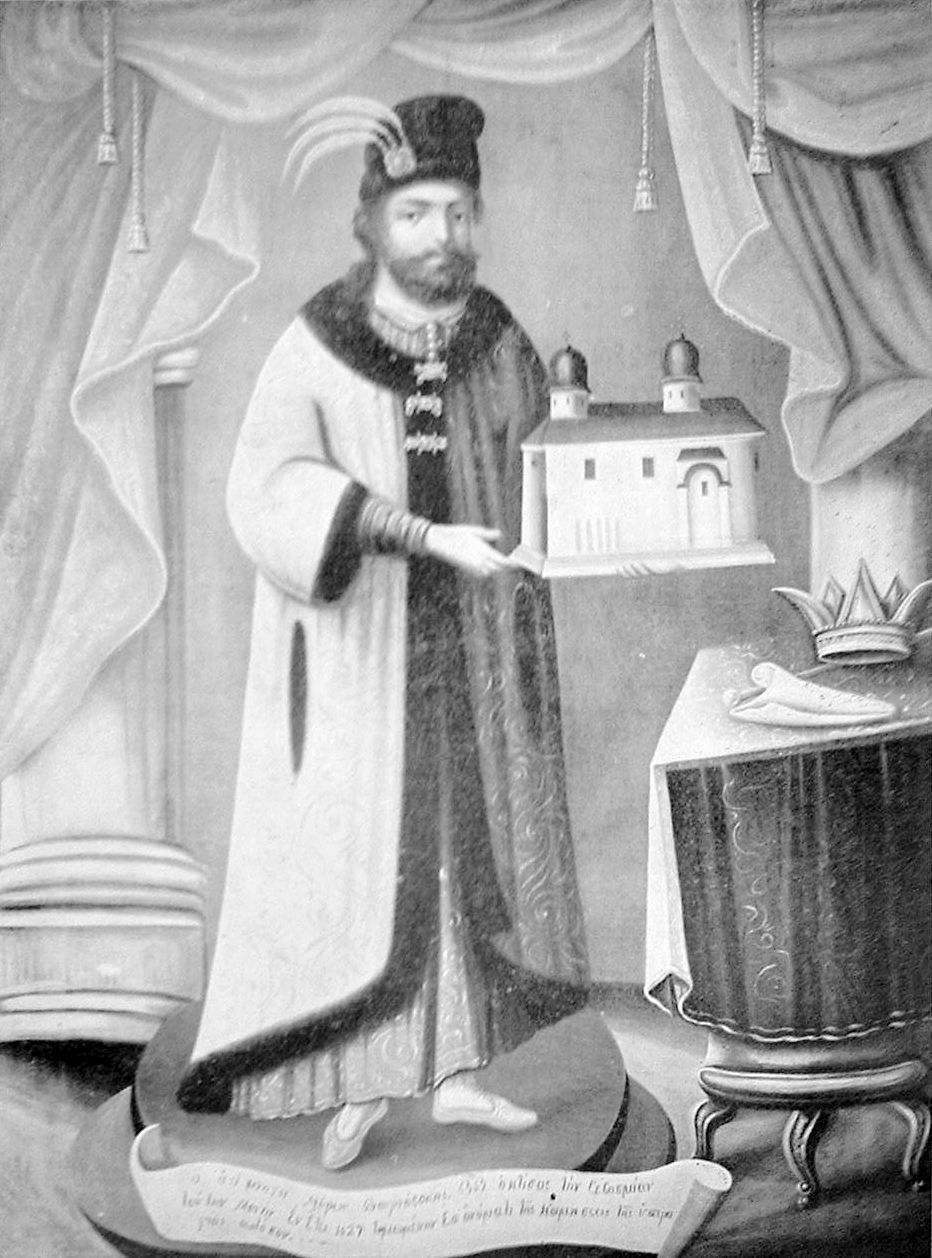
Господар Молдови Мирон Барновський-Могила, 1626-1633
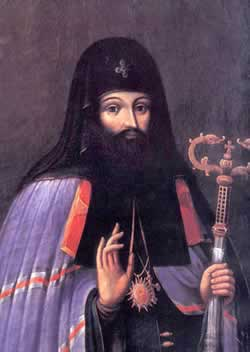
Петро Могила, митрополит Київський, Галицький і всієї Русі у 1633-1647
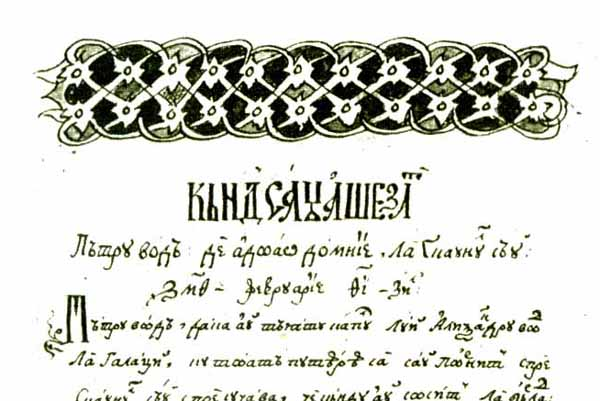
Перший літопис Молдови «Лєтопісєц Церій Молдовєй» (1359-1594)

Одним з найвизначніших церковних діячів Молдови та України у XV столітті був болгарин за походженням Григорій Цамблак. Більшу частину свого життя він провів у Молдові, проживаючи в монастирі Нямц (рум. Mănăstirea Neamț). Церковну і літературну діяльність він продовжив в Україні, ставши київським митрополитом (1414–1418 р.р.). У роки османського панування молдовська культура прийшла у занепад. Так, у XVII ст., коли з'явилася потреба в досвідчених художниках, їх стали шукати за межами Молдовського князівства, в тому числі і в Україні.
Тісні культурні контакти відзначалися між Молдовою та деякими українськими містами Галичини, Волині та Поділля. У багатьох з них ще в XV ст. при соборах були організовані православні братства. З кінця XVI ст. вони почали вести просвітницьку роботу. На межі XVI-XVII століття провідна роль належала Львівському братству.
Тісні зв'язки з українськими братствами сприяли розвитку молдовської культури. Зв'язки між Молдовою та Львовом були давніми. Зі Львова до Молдови привозили книги, в той же час Львівське братство з Молдови отримувало матеріальну допомогу на будівництво церков і на потреби друкарні. У 1628 р., коли згоріла львівська друкарня, на її відновлення велику суму грошей виділив господар Молдови Мирон Барновський-Могила (рум. Miron Barnovschi-Movilă).
Іноді молдовські бояри та заможні городяни для отримання освіти посилали своїх дітей до українських шкіл — на Волинь та Поділля. У свою чергу, в нечисленні школи Молдови запрошувалися вчителі з України.
Особливу роль у розвитку молдовської культури відігравав Київ, звідки приїздили вчителі, архітектори. Великий внесок у зміцнення культурних зв'язків між Молдовою та Україною вніс брат господаря Молдови київський митрополит Петро Могила. На початку XVII ст. він переселився в Україну, потім, ставши митрополитом київським, розгорнув широку духовно-культурно-просвітницьку діяльність. З його ім'ям пов'язана організація Києво-Могилянської академії і друкарні в Києво-Печерській лаврі. Піклуючися про розвиток культури та освіти в Молдові, Петро Могила у 1640 р. відправляє до Ясс свого сподвижника Софронія Почаського. За його участю в Яссах, за прикладом Київської академії, було засновано Слов'яно-греко-латинську академію та створено першу молдовську друкарню (1641 р.), де була видана перша книга — «Казання» (збірник церковних повчань) молдовського митрополита Варлаама.
Один зі слов'янських оригіналів «Казання», з якого Варлаамом був зроблений переклад, був доставлений йому, ймовірно, з України. У ній є 55 гравюр, з яких 17 були виконані відомим на той час українським гравером Іллею, ченцем Києво-Печерської лаври. Таким чином, одні й ті ж друкарські дошки з прикрасами для церковних книг використовувалися в друкарнях як в українських землях, так і в Молдовському князівстві, художники розміщували в книгах однакові малюнки.

### «Молдовський проєкт» Богдана Хмельницького
Див. також Сучавська кампанія Тимоша Хмельницького (1653), Облога Сучави.

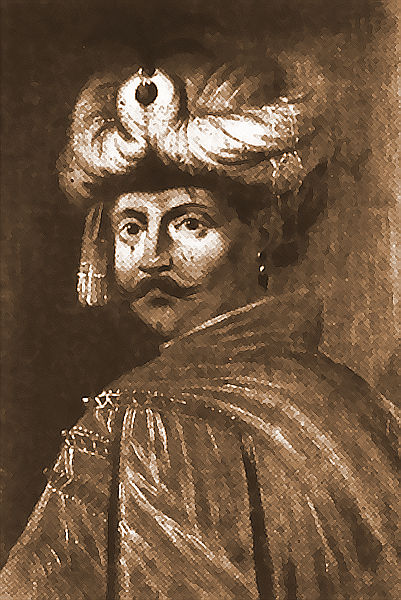
Тиміш (Тимофій) Хмельницький (1632 р. — 15 вересня 1653), український військовий і політичний діяч, козацький отаман, один з учасників і керівників Хмельниччини, старший син Богдана Хмельницького
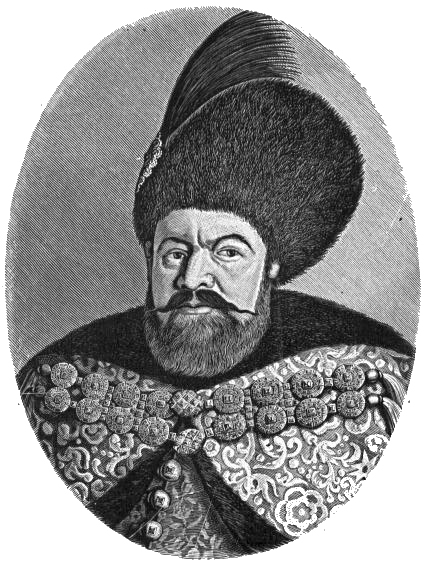
Василь Лупул (1593-1661), молдовський господар (1634-1654), союзник і сват Б. Хмельницького. За правління Василя Лупула у 1642 р. відбувся спільний синод української і молдовської православних церков в Яссах
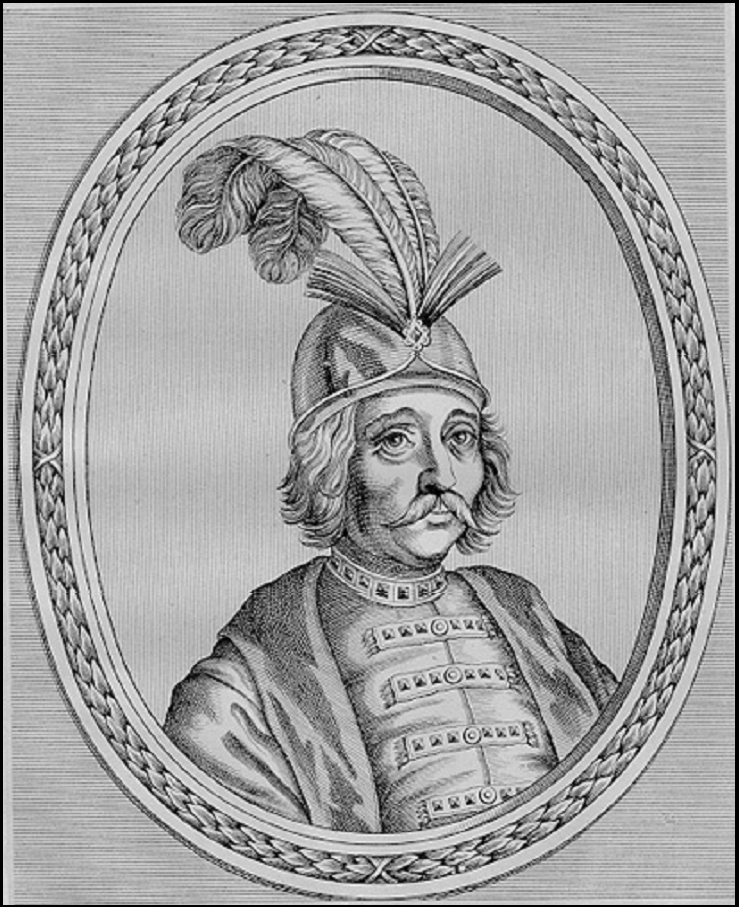
Георгій Штефан, воєвода Молдовський у 1653-1658 роках

Період українсько-польської війни під проводом Богдана Хмельницького став часом розвитку української козацької дипломатії. Головною метою зв'язків з іноземними державами був пошук потенційних союзників у боротьбі за здобуття та відстоювання козацьких привілеїв. Якщо з більшістю країн, з якими Богдан Хмельницький підтримував міжнародні зносини, Військо Запорозьке «загравало», то деяким, насамперед Молдовському князівству, воно намагалося диктувати свої умови.
Молдова, яка була васалом Османської імперії, безпосередньо межувала з новоутвореною державою Богдана Хмельницького, а отже могла бути потенційним союзником чи ворогом. Для забезпечення необхідної «лінії поведінки» молдовського господаря Богданом Хмельницьким було здійснено три походи на територію князівства, які в історію увійшли під назвою «Молдовських».
Такий розвиток відносин неодноразово розглядався вітчизняними та зарубіжними істориками. Дехто вбачав в них і просто грабіжницькі напади, і намагання здобути відданого союзника, і шляхом династичного шлюбу підняти авторитет козацької держави, і крок до встановлення монархії, шляхом породичання з молдовським господарем (формально «монархом») тощо. З впевненістю можна лише стверджувати лише, що Молдовське князівство становило в планах Богдана Хмельницького окремий проект.

#### Перший молдовський похід
Історія україно-молдовських союзів сягає своїм корінням у другу половину XVI ст., коли в 1563 р. невдалу спробу зайняти трон молдовського господаря здійснив Дмитро Вишневецький, а через півтора десятиліття, у 1577 р. інший козацький ватажок Іван Підкова, підтриманий частиною опозиційного молдовського боярства, на деякий час зумів закріпитися в Молдовському князівстві. На якісніший рівень українсько-молдовські відносини вийшли під час Хмельниччини. Ще в 1648 робив спроби через посередництво османського султана Мехмеда IV схилити на свій бік васала Османської імперії Василя Лупула до встановлення добросусідських відносин з Україною.
Події 1650 р. були повною несподіванкою для сучасників. Формально в старшинських кругах ініціативу походу на православну Молдову було вирішено покласти на кримських татар, яких козаки були вимушені підтримувати як союзники, коли з'ясувалося, що похід кримчаків на Москву не відбудеться. Приводом для походу татар на Молдову повинна була стати помста молдовському господарю за його напад на кримчаків попереднього року. Справжньою причиною походу було бажання Хмельницького позбавити Річ Посполиту важливого союзника, який безпосередньо межував з козацькими територіями. Також Богдан Хмельницький замість походу на потенційного союзника Московське царство, спрямував агресію татар на фактичного васала Речі Посполитої.
Напад на Молдову міг мати гарні наслідки для Хмельницького: зв'язок з Молдовським князівством, долучення до монарших родів Європи (претензії Богдана Хмельницького на монархічну владу), тісніші зв'язки з Кримським ханством і Семигородом (потенційним союзником у боротьбі з Річчю Посполитою) та навіть перехід в майбутньому під владу Османського султану тощо.
Приготування до походу розпочалися в 20-х днях серпня 1650 року. Богдан Хмельницький зібрав під Уманню приблизно 70-ти тисячне козацьке військо, до якого приєднався 20-30 тисячний татарський корпус на чолі з ханом Іслям-Ґераєм III. Наприкінці серпня військо вирушило в похід. Попереду війська рухалися татари, які розділилися на дві частини — одна частина пішла за річку Прут, а інша вздовж річки.
Молдовський господар Василь Лупул виявився зовсім не підготовленим до такого розвитку подій. Спочатку він вислав військо на зустріч татарам, але потім переконавшись в чисельній нерівності військ, наказав готувати столицю князівства Ясси до оборони. Ймовірно Василь Лупул сподівався отримати допомогу від гетьмана Потоцького, який стояв на кордоні з князівством чи від османських башів-намісників. Але допомога так і не надійшла. На початку вересня 1650 року козацькі загони на чолі з Данилом Нечаєм та Филоном Джалалієм увійшли до Ясс.
В таких обставинах Лупул разом з своїм почтом та особистою гвардією рушив до Сучави, де під Нямецьким монастирем заклав укріплений табір, і одночасно намагався відкупитися багатими дарунками та виплатою контрибуції.
З татарами молдовський господар домовився швидко, забов'язавшись великою контрибуцією (600 тис. талерів), однак Богдан Хмельницький зажадав політичних гарантій щодо союзницьких відносин на майбутнє. З цією метою вдалось домовитись про шлюб сина гетьмана Тимоша з дочкою Василя Лупула Розандою.
Цей шлюб давав дуже гарні перспективи. По-перше, він давав роду Хмельницьких права на молдовський престол (хоча можливість такого розвитку подій майже не залежала від Хмельницьких, оскільки право на молдовський престол надавалося османським султаном) і можливість легітимізації влади в козацькій державі для роду Хмельницьких. По-друге, такий династичний шлюб давав козацькій державі цінного союзника на «лівому фланзі» у боротьбі з Річчю Посполитою. По-третє, він віддаляв можливість поглиблення союзних відносин Молдови з Річчю Посполитою, оскільки унеможливлював шлюб Розанди Лупул з магнатами Речі Посполитої. По-четверте, він міг призвести до появи союзника у Литві. Такий розвиток подій був можливим через те, що старша дочка молдовського господаря Гелена (Олена) з 1645 р. була дружиною Януша Радзивілла — фактичного володаря Великого князівства Литовського. Крім того, враховуючи той факт, що він був також лідером протестантської «партії» в Речі Посполитій, яка часто з православною шляхтою була в опозиції до державної влади, а також наявність в князівстві українського елементу, можливість такого союзу ставала ще більшою у разі породичання роду Хмельницького з господарем Молдови, а відповідно і з Янушем Радзивіллом.
Перший молдовський похід завершився досить швидко. Василь Лупул, побоюючись через завдані погроми втратити владу в князівстві, слав гроші до Стамбула і намагався якнайшвидше спровадити татар. За допомогою багатих подарунків це йому вдалося, не зважаючи на зусилля Богдана Хмельницького затримати своїх союзників. Таким чином, козацькі загони повернулися додому, отримавши лише обіцянки.

#### Другий молдовський похід
Події 1651 р. значно вплинули на розвиток козацько-молдовських зв'язків. У битві під Берестечком в червні 1652 р. козацькі загони зазнали нищівної поразки, що призвело до невигідного Білоцерківського договору. У таких умовах Василь Лупул відмовився від даних обіцянок і знову розпочав зближення з Річчю Посполитою.
Підстави до проведення Другого молдовського походу виникли у 1652 р. Білоцерківській договір не був затверджений на сеймі. Акти помсти і насильства, які чинила шляхта, що поверталася до своїх маєтків, ще раз підтвердили неможливість співжиття з поляками. Козацька рада в Чигирині, зважаючи на такі обставини, винесла резолюцію про необхідність охорони своїх вольностей і українського народу, що був під протекцією запорізького війська, очистити Україну від поляків, і у зв'язку з неминучістю війни забезпечити себе союзниками.
Таким потенційним союзником продовжувало залишатися Молдовське князівство. Для Війська Запорозького, враховуючи новий розрив з Річчю Посполитою, відігравало важливе значення те, чи буде князівство козаків. Крім того молдовський господар був посередником для Речі Посполитої у відносинах з кримським ханом та Османською імперією.
Протягом усієї українсько-польської війни Василь Лупул залишався союзником Речі Посполитої. Він доносив королю та Потоцькому про зносини гетьмана з іноземними державами, намагався нашкодити йому в Кримському ханстві та Стамбулі, паралізуючи старання Богдана Хмельницького забезпечити собі османську та татарську допомогу. Це ворогування послаблювало позицію гетьмана, як оборонця православної віри від утисків католиків. В воєнних операція Молдова відігравала роль форпоста Речі Посполитої на півдні. Крім того, замість того щоб впливати Януша Радзивілла в напрямі солідарності та підтримки Богдана Хмельницького, Василь Лупул навпаки настроював литовське магнатство проти козаків.
Януш Радзивілл, як протестант, наслідник традиційного союзу Радзивіллів з православними і козаками зокрема, лідер усіх опозиційних сил, міг зробити Литву союзником українців. Натомість, замість підтримки, він очолив похід на Київ, брав активну участь у бойових діях проти козаків. Однак на останньому сеймі відносини Януша Радзивілла з польським королем надзвичайно загострилися, отже можливим став його перехід на бік повсталих у разі породичання з родом Лупулів.
Османський уряд залишався сприятливо налаштованим до Хмельницького, окрім того він був зайнятий власними справами, через що, ймовірно, не надав Молдові допомоги під час походу козацьких військ. Окрім того Василь Лупул мав напружені відносини з семигородським та волоським господарями. Все це створювало сприятливі умови для ходу Другого молдовського походу.
Щоб не допустити військового союзу України з Молдовою, уряд Речі Посполитої направив армію на чолі з коронним гетьманом Мартином Калиновським у складі 12 тис. кіннотників, 8 тис. піших солдатів та 30 тис. озброєних слуг. У травні відбулася зустріч обох військ біля гори Батіг на Поділлі. Війська Речі Посполитої зазнали нищівної поразки, М. Калиновський загинув. Результати битви повністю перекреслили Білоцерківський договір та відкрили дорогу на Молдовське князівство.
Козацькі загони вступивши до князівства змусили Василя Лупула прийняти умови Богдана Хмельницького. В серпні 1652 р. відбулося одруження Розанди Лупул на Тимоші Хмельницькому, що, по суті, і було ціллю походу. Василь Лупул таким чином став союзником козацької держави.

#### Третій молдовський похід
Хоч в результаті походу на Молдовське князівство 1652 р. останнє стало союзником козацької держави, що було закріплене династичним шлюбом, але якоїсь вагомої допомоги козацтву це не дало. Тепер козацьке військо було змушене захищати і Молдову.
Занепокоєні активною політикою Богдана Хмельницького в Молдові сусідні держави створили коаліцію у складі Волощини, Семигороду та Речі Посполитої. У квітні 1653 р. волосько-семигородське військо на чолі з володарями цих держав Матеєм Басарабом та Юрієм ІІ Ракоці за підтримки уряду Речі Посполитої захопили столицю князівства м. Ясси та посадили на престол свого ставленика Георгія Штефана (Георгіцу).
Вигнавши Георгія Штефана, Василь Лупул не зайнявся укріпленням своїх позицій в Молдові, але, покладаючи великі сподівання на «непереможне» козацьке військо, вирішив помститися Матеєві Басарабу та Юрієві II Ракоці. Спільні війська Лупула та Тимоша Хмельницького виступили на Волощину.
До Василя Лупула збиралося все більше людей, на кордоні з Волощиною у своєму війську він мав вже близько 8 тис. осіб. Розбивши невеликі загони при переправі через річку Серет, війська союзників рушили углиб країни, руйнуючи все на своєму шляху. Війська противників на чолі з воєводою Штефаном на чолі 9-ти тисячного війська стояли табором біля Фокшань. Після сутички між військами останні відступили. Василь Лупул з Тимошем Хмельницьким пішли на Тирговіште. Волоський воєвода Матей Басараб зайняв вигідну позицію на рівнині між р. Яломніцею та р. Гінтою.
Козацько-молдовське військо атакувало з ходу. Матей Басараб тим часом укріпив свій табір. Битву розпочали молдовські загони, спочатку удача була на їхньому боці, але волоському війську вдалося виправити ситуацію. У цей час у бій вступили козацькі загони. Але їх вдалося оточити і Тиміш був вимушений відступати до табору. Розпочалася сильна злива, намок порох і козаки повинні були покинути вогнепальну зброю. Бачачи можливість поразки, Тиміш Хмельницький разом з Василем Лупулом покинули табір і врятувалися втечею. Після втечі старшини козаки боронилися до вечора і вночі покинули табір. Тиміш там часом повернувся на Україну.
Тим часом становище Лупула не було безнадійним — османський диван підтвердив його права на владу, а авторитет козацького війська залишався ще досить високим.
Не зважаючи на підтримку султана, валасько-польські війська вступили до Молдови та знову передали владу Георгію Штефану. Василь Лупул був разом з 2 тисячним гарнізоном оточений в Сучавській фортеці. На допомогу молдовському господарю на чолі 12-тисячного війська поспішив Тиміш Хмельницький. Розраховуючи на чисельну перевагу військ супротивника, син гетьмана вирішив прорватися до фортеці та допомогти у її захисті. Це йому вдалося. Під час оборони міста 2 вересня Тиміш Хмельницький був смертельно поранений і за кілька днів помер. Через загибель керівника оборони козаки склали зброю 9 вересня 1653 р. Козаки на почесних умовах покинули Сучаву — їм дозволи вийти у повному озброєнні з міста та забрати з собою тіло Тимоша Хмельницького.
Зі смертю Тимоша Богдан Хмельницький змінив свої плани щодо Молдови та відмовився від планів зробити Молдову своїм союзником. Не зважаючи на це, відносини країни підтримували і надалі. Георгій Штефан намагався встановити добросусідські відносини з гетьманом та залучитися його підтримкою у боротьбі з Кримським ханством та Османською імперією. В липні-серпні 1654 р. в Яссах були проведені переговори з українськими послами Д. Лисовцем та В. Іскрицьким, які завершилися поновленням дипломатичних відносин двох держав.

#### Короткий виклад «Молдовського проєкту» Богдана Хмельницького
Унікальність відносин з Молдовою гетьмана Богдана Хмельницького полягає в тому, що на відміну від інших держав, з якими гетьман підтримував зносини шляхом відправлення посольств чи листування, питання пов'язані з Молдовським князівством вирішувалися військовими методами. Можна казати про існування масштабного молдовського проекту Богдана Хмельницького. Можна виділити декілька основних цілей, які становили основу даного проекту. Першопланової задачею безумовно було схилення молдовського господаря Василя Лупула до військово-політичного союзу з козаками і відмову князівства від підтримки Речі Посполитої. У разі виконання першого пункту відкривалися хороші перспективи. Серед них — породичання з монаршими родинами Європи (що б підвищило авторитет козацької держави та дало можливість на претензії на монархічну владу — чи в Молдові, чи навіть Україні); зближення у відносинах з іншими придунайськими державами (Семигородом, Волощиною); можливість схилення на свій бік Януша Радзивіла (фактичного володаря Великого Князівства Литовського) тощо.
Виконати ці плани вдалося лише частково. Молдовський проект вимагав великого напруження козацької держави. Крім того, якщо початок його виконання був досить успішним (остаточне схилення Василя Лупула на свій бік, та одруження на його донці Розанді Тимоша Хмельницького), то потім він призвів до ряду проблем. Януша Радзивілла не вдалося схилити на свій бік. Замість зближення з Семигородом та Волощиною відбувається агресія останніх проти Молдови з метою заміни Василя Лупула Георгієм Штефаном. Захист свого союзника вимагає відправлення до князівства частини козацьких військ, які були необхідні на центральному фронті бойових дій. Якщо козакам спочатку щастило, то в 1653 р. вони зазнають поразки під Тирговіште, а в вересні під час облоги Сучави гине син гетьмана Тиміш. Фактично ця подія призвела до того, що Богдан Хмельницький відмовився від виконання молдовського проекту і від того часу відносинам з князівством перестали бути пріоритетними.

### Культурні та церковні відносини від сер. XVIIст. до 1917 року.

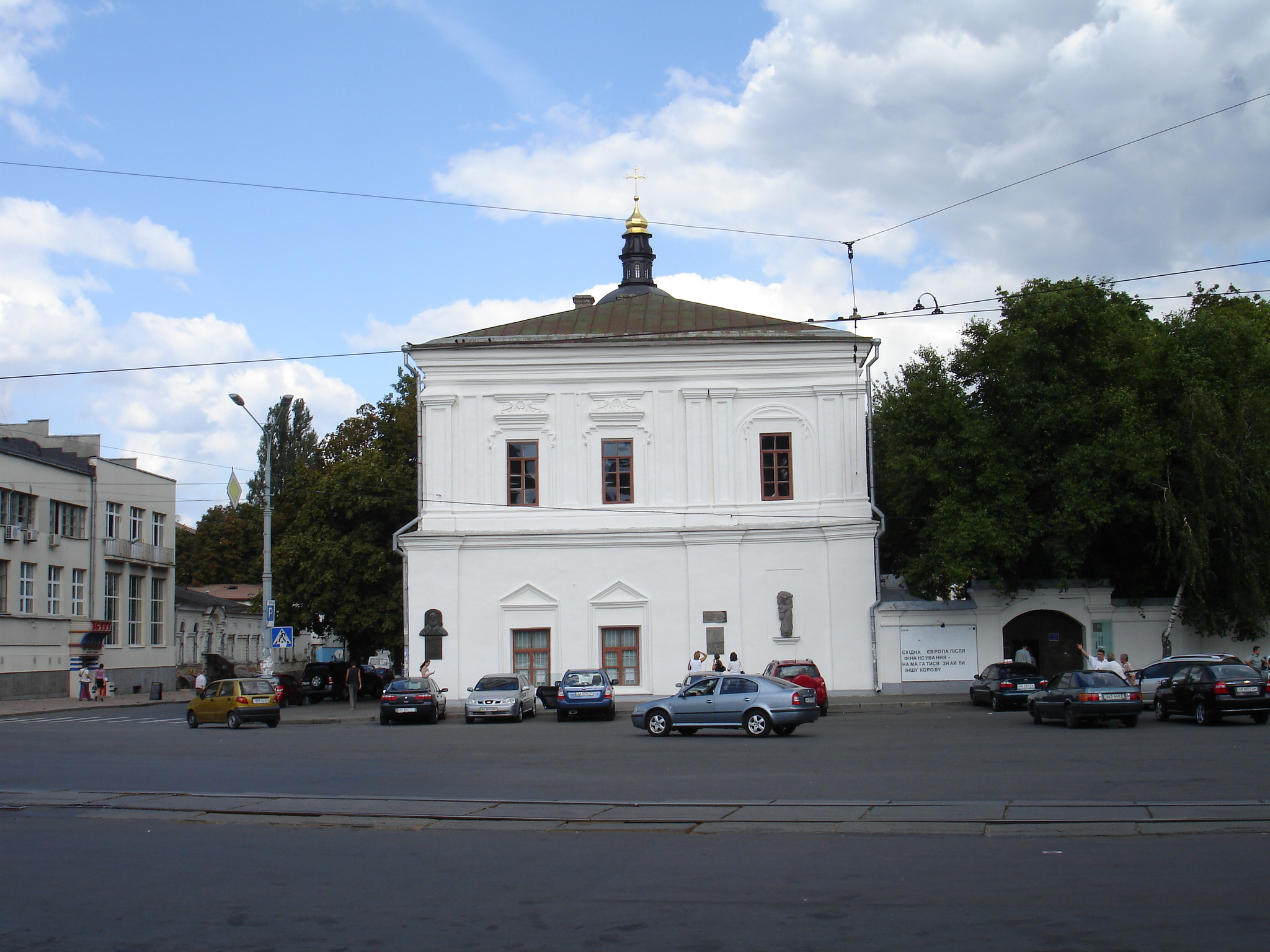
Староакадемічний корпус Києво-Могилянської академії, заснованої Петром Могилою в Києві

Молдовські літописи XVII — початку XVIII ст., які зіграли велику роль у розвитку молдовської літератури наступних століть, містять чимало яскравих сторінок з історії молдовського і українського народів. У літописах XVII-XVIII ст. Г. Уреке, М. Костіна, Н. Костіна, І. Некулче відображено багато епізодів спільної історії молдован і українців.
Великий внесок у розвиток молдовсько-українських культурних зв'язків і освіти в XVIII — поч. XIX ст. внесли випускники Києво-Могилянської Академії — Паїсій Величковський, Амфілохій Хотинський, Варфоломій Мазаряну, Гавриїл Бенулеску-Бодоні.
З другої половини XIX ст. налагоджуються постійні театральні зв'язки між Молдовою та Україною. У Кишинів часто приїжджають на гастролі видатні майстри українського музичного та театрального мистецтва — М. Заньковецька, М. Кропивницький, П. Саксаганський, М. Садовський та ін.
Тісно пов'язав своє ім'я з Молдовою видатний український письменник М. Коцюбинський. Відвідавши Молдову, він написав низку оповідань, в основу яких лягли мотиви і образи молдовської дійсності.
Епізоди спільних історичних доль молдовського і українського народів, їхньої боротьби проти османських завойовників знайшли яскраве відображення в поемах «Іван Підкова», «Гайдамаки», у віршах «Відьма», «Кавказ» Т. Шевченка, в поемах «Волошин» Ю. Федьковича, «Хмельницький і Василь Молдовський» І. Франка, в романі «Земля» О. Кобилянської, у поемі «Енеїда» і п'єсі «Наталка Полтавка» І. Котляревського і в багатьох інших творах українських письменників.
Молдовська тематика, після О. Пушкіна, використовувалася І. Франком, Ю. Федьковичем, І. Нечуєм-Левицьким, М. Коцюбинським. На прикладі української класичної літератури були виховані багато хто з молдовських письменників — К. Стаматі, І. Сирбу, А. Хиждеу (рум. Alexandru Hâjdeu) та ін. Вивченню стародавніх історичних, культурних, літературних та фольклорних взаємозв'язків молдован і українців присвятили свої роботи відомі славісти кінця XIX ст. П. А. Сирку і А. І. Яцимирський.
Як символ тісних молдовсько-українських культурних зв'язків на центральній вулиці Кишинева, вже після проголошення незалежності, Петрові Могилі було споруджено пам'ятник.

### «Бессарабське питання» в УНР

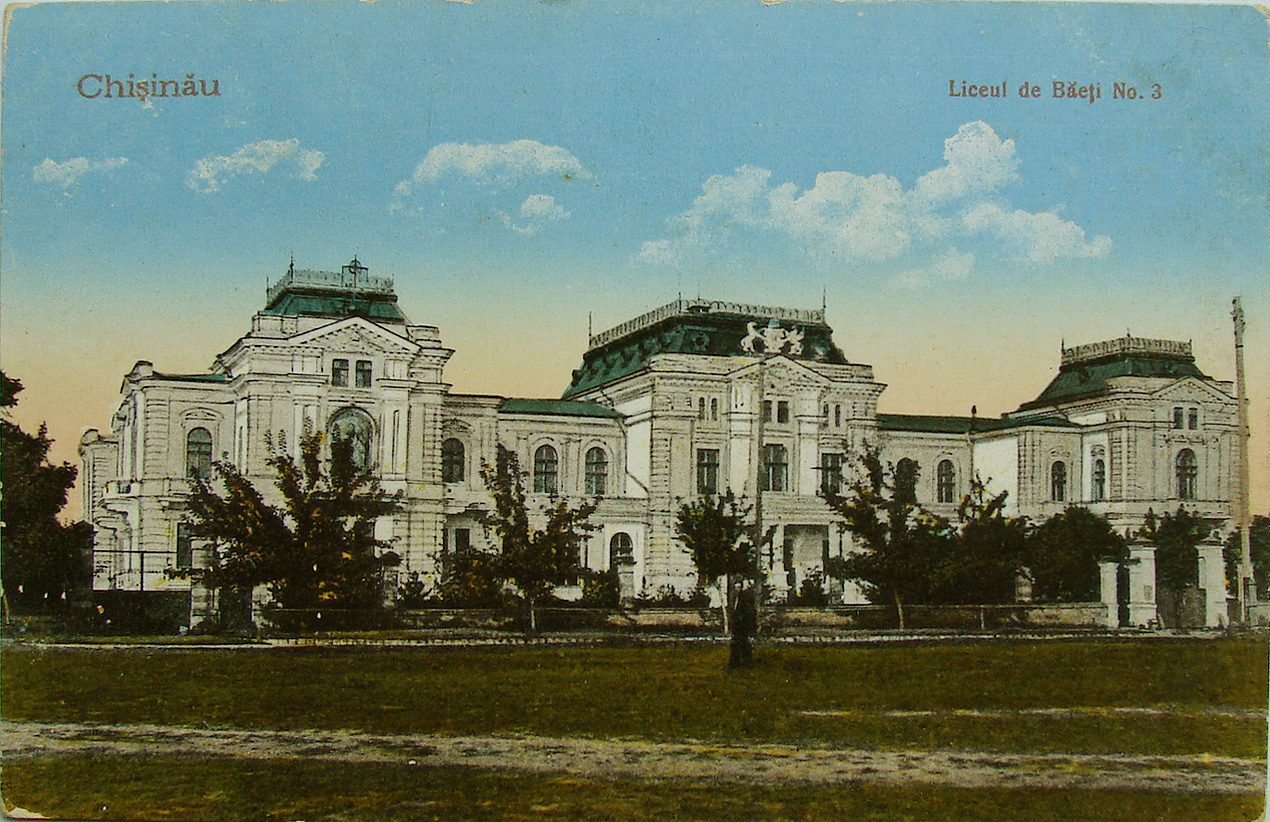
Будівля «Сфатул Церій», вищого органу державної влади у Бессарабії в 1917–1918 р.р. та у Молдовській Демократичній Республіці
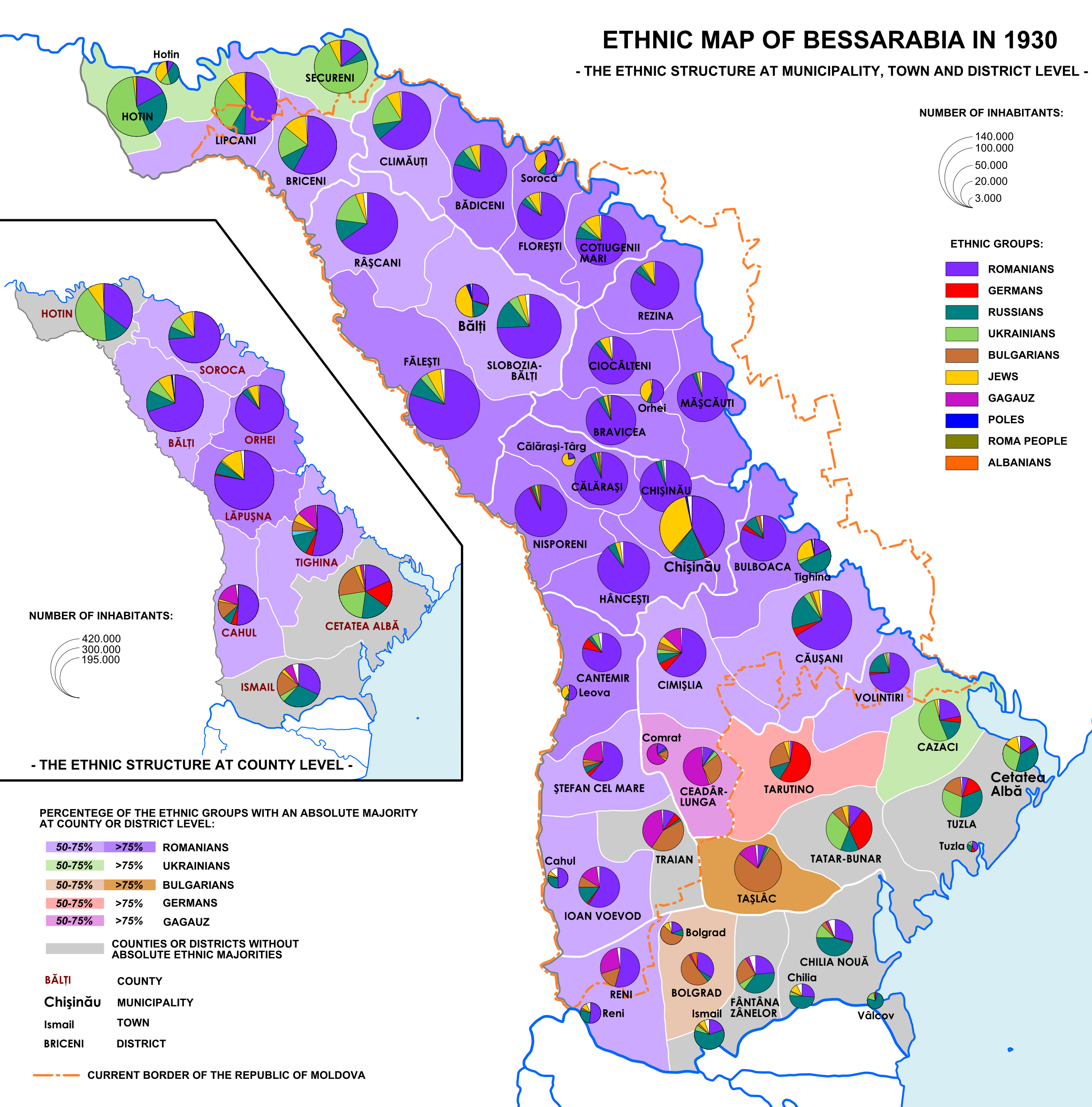
Етнічні групи в Бессарабії у 1930-х
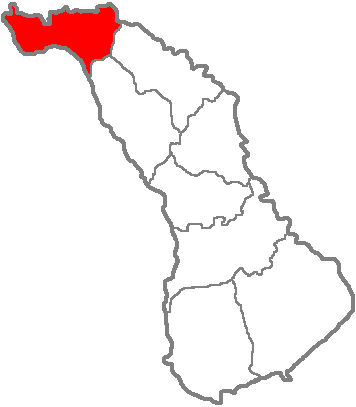
Хотинський повіт у Бессарабській губернії: за переписом населення Російської імперії 1897 р. у повіті мешкало 53,24% українців та 23,4% молдован

У листопаді 1917 року в Бессарабії було створено державний парламентський орган під назвою «Сфатул Церій» (Крайова Рада). 15 грудня 1917 р. він проголосив Бессарабію «Молдовською Демократичною Республікою у складі Російської федеративної демократичної республіки», утворення якої вітала Центральна Рада, що підтримувала право всіх народів Російської республіки на автономію у федеративному зв'язку. Свої міждержавні стосунки МДР і УНР здійснювали насамперед на основі «спільної боротьби з більшовицькою анархією на фронті і в тилу». За таких умов Центральна Рада і «Сфатул Церій» навіть відклали «до кращих часів» спірне питання про майбутнє придунайських земель, лівобережжя Дністра і Хотинщини, заморозивши «питання територіальних претензій один до одного до установчих зборів українських і молдовських».
Про тісне співробітництво Центральної Ради і «Сфатул Церій» в листопаді-грудні 1917 р. свідчить і той факт, що перше засідання молдовського парламенту проходило 21 листопада 1917 р. в Кишиневі під охороною «національних молдовських і українських військ». Однак союзницькі дії виявилися нетривалими. Молдовський парламент, вірніше його керівництво (значна група депутатів — немолдован не взяла участі в голосуванні), ухвалив рішення про запрошення румунських військових сил для забезпечення «належного порядку» на території Бессарабії. Королівська Румунія, яка давно претендувала на територію Бессарабії і вважала її землі румунськими, а молдован — румунами, цим негайно скористалася. За два з половиною місяці (кінець грудня 1917 р. — лютий 1918 р.) Бессарабія була зайнята румунськими військами. Таким чином, «заморожене» на певний час Центральною Радою і «Сфатул Церій» українсько-молдовське територіальне питання вирішилось на користь Румунії, дії якої в Бессарабії підтримала і Антанта, і Центральні держави.
Після проголошення самостійної Української Народної Республіки її уряд, визначаючи державні кордони, звернув особливу увагу на південно-західний регіон. У попередніх умовах мирного договору з Радянською Росією зазначалося, зокрема: «Питання відносно Бессарабії вирішає Українська Народна Республіка на підставі самовизначення наш й по згоді Румунії і Бессарабії після виводу з території останньої військ Совіта Народних Комісарів».
Але 9 квітня 1918 р. була проголошена злука Бессарабії з «матір'ю — Румунією». Лише після цього акту Центральна Рада спохватилася. 12 квітня 1918 р. на засідання Малої Ради було винесено питання державних кордонів УНР з Молдовою. М. Грушевський, використовуючи свою обізнаність в проблемах етнічного розселення українців в Бессарабії, переконливо довів депутатам — членам Малої Ради, що УНР має «повне право» не визнати ухвали «Сфатул Церій» і Румунії про злуку «за акт виявлення волі всіх народів, які населяють Бессарабію». Щоправда, ще 3 березня 1918 р., довідавшись про підготовку такого «акта злуки», від імені Уряду УНР В. Голубович послав ноту-протест урядам Німеччини, Австро-Угорщини, Болгарії та Румунії. В ній, зокрема, говорилося, що «Українське Правительство вважає, що всяка зміна бувшої румунсько-російської границі, особливо в її північній і полудневій частинах, глибоко порушує політичні і економічні інтереси УНР». І далі: «З огляду на те, що тепер значна частина Бессарабії занята румунськими військами і питання про дальшу державну приналежність Бессарабії могло бути предметом нарад на Бухарестській мировій конференції, Правительство УНР вважає обговорення і вирішення цього питання за можливе лише при участі і за згодою українського Правительства».

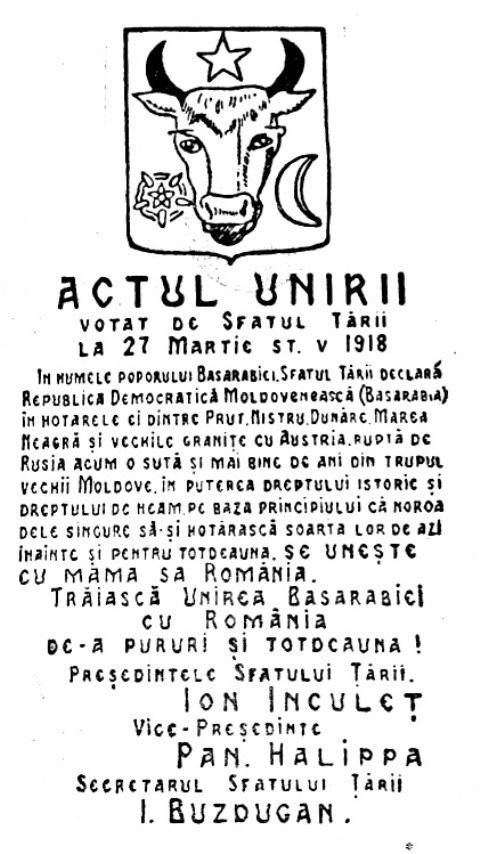
«Акт об'єднання» Бессарабії з Румунією, проголосований «Сфатул Церій» 27 березня (за старим стилем) 1918 р.

Необхідно зазначити, що серед депутатів «Сфатул Церій» не було єдності щодо проголошення акта злуки Бессарабії з Румунією. Про це, зокрема, повідомлялося в телеграмі, яка була надіслана 10 квітня 1918 р. на ім'я В. Голубовича комісаром Центральної Ради з Кишинева Ямковим. В ній говорилося: «Вчора о 8-й годині вечора молдовський парламент „Сфатул Церій“ в присутності румунського Голови Ради міністрів Маргіпомана виніс постанову приєднання до Румунії Бессарабії як автономної провінції. Голосували за приєднання — 86, утримались — 36, проти — 3, не було на засіданні — 13. З меншостей: українська, німецька та болгарська фракції зробили заяву, що їх не уповноважено рішати такі важливі питання, а що таке питання може вирішити референдум». 13 квітня 1918 р. на засіданні Малої Ради було прийнято «Заяву Румунському урядові». У ній засуджувалася анексія Бессарабії Румунією, а також не визнавалося рішення «Сфатул Церій» про приєднання всього краю до складу королівства. Таким чином, Центральна Рада не визнала «бессарабське питання вирішеним актом від 9 квітня». Друга частина заяви закликала румунський уряд переглянути бессарабське питання і дати можливість вільно самовизначитися «всьому бессарабському населенню». В кінці заяви уряд УНР висловлював надії, «що Румунський уряд найде в Бессарабському питанні певний ґрунт для згоди, котра могла б задовольнити обидві сторони». Заяву підписали Голова Ради Народних Міністрів В. Голубович і міністр закордонних справ УНР М. Любинський. У цілому текст заяви був досить зваженим і свідчив про те, що Центральна Рада не втрачала надію на можливість перегляду бессарабського питання і зокрема, перерозподілу території Бессарабії між УНР і Румунією за «етнографічною ознакою». Однак було згаяно час, коли саме населення просилося до України.
Так, 10 січня 1918 року Селянський з'їзд Аккерманського повіту постановив: «Приєднати Аккерманський повіт до України як автономної частини Російської республіки, одержавши гарантію персональної автономії дрібних національностей і закріплення завойованих революцією основ, за обов'язкової соціалізації землі». Мотиви, якими керувався з'їзд, найбільш повно виклав білорус Соколовський: «Бессарабія в культурному відношенні — нуль, у промисловому відношенні — нуль. Україна ж має свою стару культуру і відносно розвинену фабрично-заводську промисловість і є нині, безумовно, крупною політичною величиною. Крім того, Центральна Рада вже оголосила національно-персональну автономію кожної національності, що проживає на території України, тому різнонлеменне населення Аккерманського повіту, приєднавшись до України, збереже свою мову, побут, місцеву культуру та ін. Аккерманському повітові треба йти тільки до України».
Ще образніше висловлювався делегат Молодан: «Треба швидше вирішувати це питання, щоб не було пізно. Не треба чекати, поки одружать на Румунії, краще ми самі одружимося на Україні».
Після тривалого обговорення рішення про приєднання до України було ухвалено на земських зібраннях п'яти з восьми повітів Бессарабії: Аккерманському, Бендерському, Ізмаїльському, Сороцькому і Хотинському. Голова Хотинської повітової управи 1 квітня 1918 року просив «від імені населення Єдинецької волості прийти йому на допомогу й звільнити частину волості від свавілля румун, котрі розорюють населення, і зберегти таким чином цілість повіту».
У селі Бедушти Кишинівського повіту селяни Онисим Дану, Іван Гімп, Іван Гратій, Андрій Романчук, Єфросинія Прока, Георгій Дану, Іван Руску виступили проти рішення, заявляючи, що «Сфатул Церій» без відома народу продала всю Бессарабію Румунії. Завдяки цим виступам «народ остаточно розпалився, до них приєдналися і жінки. Піднявся шум і пекельна лайка».
На прохання священика Харитонова «хоч Богу помолитися», йому відмовили, після чого «більша частина розійшлася». «Людність селянська, не виключаючи молдован і старовірів-московців, ставиться дуже прихильно до справи прилучення Хотинщини до Поділля. Українська людність всяку чутку про це зустрічає з ентузіазмом, чому є й практичні докази. По волостях скрізь виносять резолюції про прилучення: протоколи тимчасово концентруються в Хотинському товаристві „Просвіта“».
Гетьманська влада П. Скоропадського, спираючись на підтримку Центральних держав, зайняла жорсткішу позицію в питанні румунської анексії Бессарабії. Не останню роль в цьому відіграв Д. Дорошенко, який очолив міністерство закордонних справ. Він уважав, що уряд Української Держави повинен «настоювати на приналежності політично-автономної Бессарабії до Української Держави, до чого вона, Україна, має всі права і чого бажає величезна більшість Бессарабії». 11 травня 1918 р. був виданий наказ «Про заборону вивозу товарів до Румунії і Бессарабії». «Зважаючи на те, підкреслювалося у документі, що Бессарабія анексована Румунією і що умови політично-господарських відносин ще не встановлені, вивіз за кордон всяких товарів в Румунію та Бессарабію безумовно забороняється, поки не буде врегульовано питання про долю Бессарабії, правомірність її приєднання».
У ноті гетьманського уряду від 5 червня і ноті-відповіді королівського уряду від 19 червня 1918 р. було чітко окреслено позиції обох сторін щодо Бессарабії. Українська держава продовжувала не визнавати анексії і прав Румунії на Бессарабію. Королівський уряд у своїй ноті виклав на 12-ти машинописних сторінках обґрунтування, які виправдовували приєднання Бессарабії.
Листопадова революція в Німеччині привела до краху маріонеткового режиму Гетьманщини. Тим часом королівська Румунія розгорнула вздовж Дністра прикордонні військові комунікації і створила ряд митних пунктів, чим реально засвідчила перенесення свого державного кордону на правий берег Дністра. Окрім цього, після відходу в листопаді 1918 р. австро-німецьких військ з північної частини Хотинщини, румуни захопили всю Північну Буковину, що була суто українською землею. 10 грудня 1918 р. румунський король ліквідував «Сфатул Церій», а Бессарабія була проголошена провінцією Румунського королівства. Директорія, яка прийшла на зміну гетьманському режиму, вирішила не ускладнювати свої стосунки з Румунією, її керівники не висували бессарабське питання як головне при налагодженні українсько-румунських відносин і фактично згодились з існуючою реальністю, сподіваючись на підтримку Румунії в утвердженні УНР. З цього приводу український дипломат М. Василько гірко зауважив: «Бессарабія і Буковина є гонорар для Румунії».
Усе українське в межиріччі Дністра і Прута після анексії цієї території Румунією почало переслідуватися. У Бендерах, як приклад, місцевий префект навіть розпорядився конфіскувати українські газети. Унаслідок насильницької румунізації з Кишинева в липні 1918 року виїхало три тисячі осіб українського походження. На півночі, в Сороцькому і Бельцькому повітах, переважно українських, румунські солдати нав'язували місцевому населенню румунську періодику.
За гетьмана П. Скоропадського було утворено спеціальну комісію під головуванням Сергія Шелухіна, яка на основі етнографічних принципів визначила етнічні межі, що мало допомогти утвердити кордони України. В Бессарабії розмежування українців і молдован мало відбутися так: «Лінія від Новоселиці (нині — райцентр Чернівецької області) по старій межі з Румунією, включаючи до України весь Хотинський повіт, по лінії Атаки на Дністрі, далі по р. Дністру (Сороки, Вадрашков, Дубосари, Григоріанів) до г. Бендери, звідти до меж Аккерманського (Білгород-Дністровського) повіту, який з Ізмаїльським повітом належить Україні».
Професор Йосип Пеленський, котрий тоді написав спеціальну записку з цього приводу, вважав, що, враховуючи значний болгарський етнос в Ізмаїльщині, «тимчасом з більшим правом могли би бути включені до України частини повітів: сорокського та белцького». Та ці проекти тоді не були втілені в життя.

### Утворення автономії у складі Української СРР на Лівобережжі Дністра

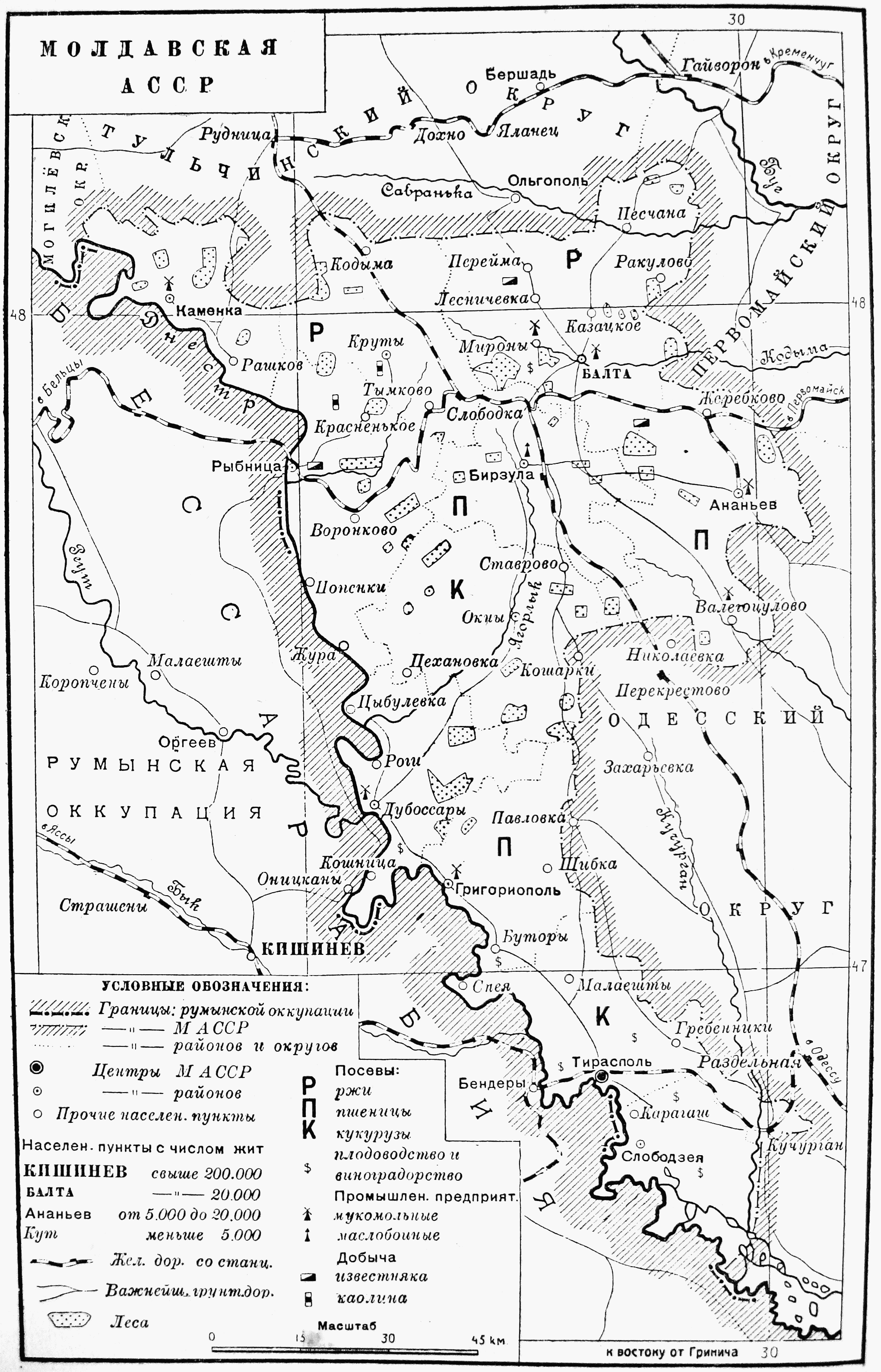
Автономна Молдавська Соціялістична Радянська Республіка (пізніше — Молдавська Автономна Радянська Соціалістична Республіка), від 12 жовтня 1924 р. до 2 серпня 1940 р.

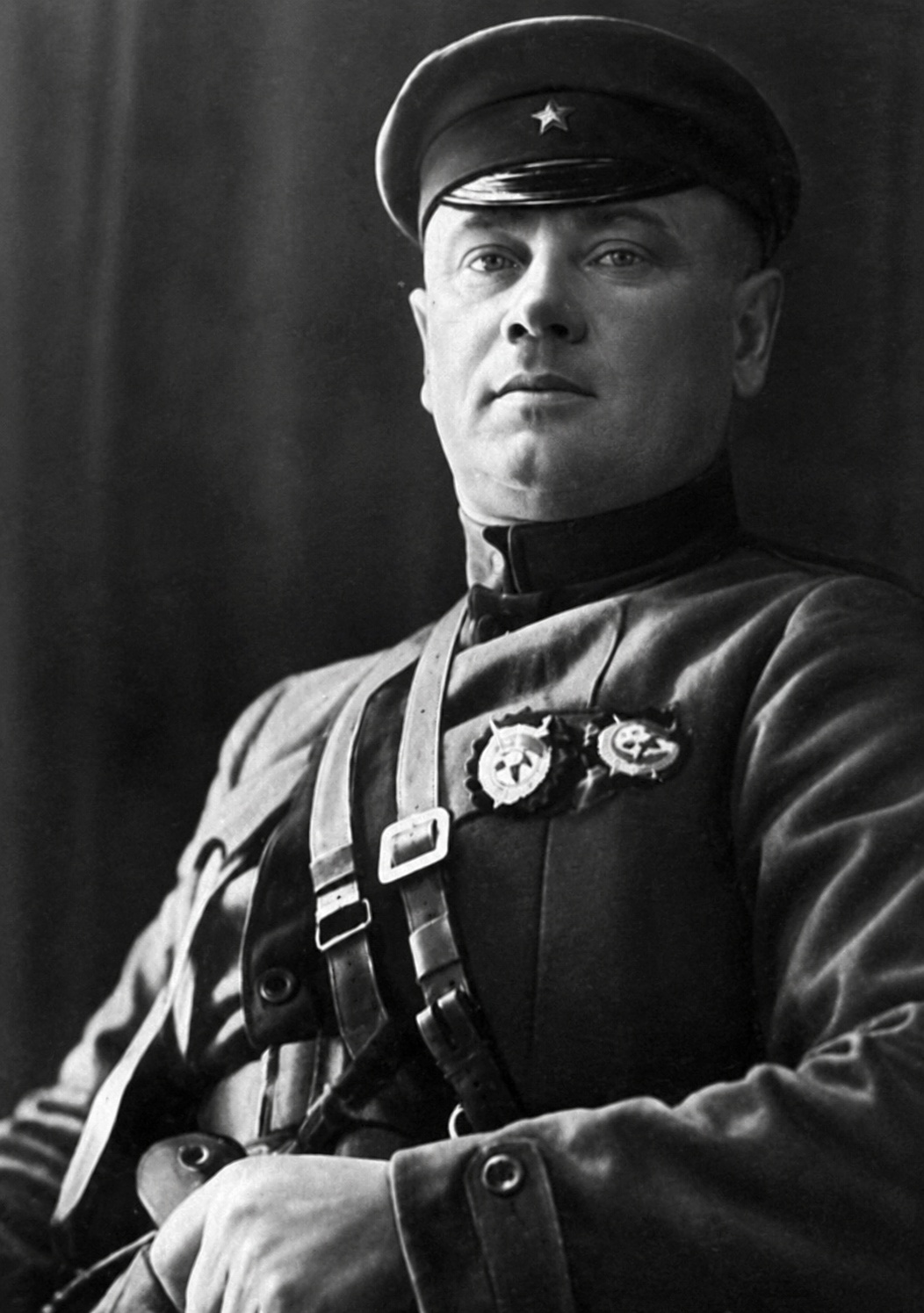
Григорій Котовський — радянський військовий і політичний діяч, ініціатор створення Молдовської Автономії у складі Української СРР.

Ініціатором створення молдовської автономії був Григорій Котовський, який у лютому 1924 року відправив відповідну пропозицію до ЦК РКП(б). Але оскільки Бессарабія тоді була у складі Королівства Румунія, то Котовський пропонував утворити МАСРР за рахунок земель Української РСР. Намагаючись бути переконливим, він довільно розпоряджався цифрами, підкреслюючи, ніби на лівому березі Дністра компактною масою проживають не менше 500.000-800.000 молдован, а за твердженням румунів, мовляв, до 2 мільйонів.
Ці цифри були завищені майже на порядок. У згаданій вище пропозиції Котовського зазначалося: «Молдовська Республіка може зіграти цю ж роль політично, пропагандистського чинника, що й Білоруська республіка щодо Польщі й Карельська — щодо Фінляндії, вона служила б об'єктом залучення уваги й симпатії бессарабського населення та дала б ще більший привід претендувати на возз'єднання з нею Задністров'я».
Лев Троцький у Тбілісі 11 квітня 1924 року казав: "Не визнаємо захоплення і відкрито про це заявляємо трудящим усіх країн, перш за все трудящим Бессарабії та Румунії. Це раз. А потім вичікуємо. Обстановка змінюється, і багато країн, які були під боярами або меншовиками, стали хорошими радянськими країнами. Ця ж доля може і повинна статися і з Бессарабією, а потім і з Румунією. Так що у нас тут політика, я б сказав, вичікувальна, не цілком нейтральна і, в усякому разі, не дуже «прихильна» ".
Представники українського уряду спочатку поставилися до цього наміру стримано. Особливо протестував Микола Скрипник. Але тоді взявся проштовхувати що ідею заступник Голови Раднаркому УСРР Михайло Фрунзе, котрий звернувся до Й. Сталіна зі спеціальним листом. Рішення було ухвалене на засіданні ЦК РКП(б) 24 липня 1924 року: а) Вважати за необхідне, перш за все з політичних міркувань, виділення молдовського населення в спеціальну Автономну Республіку і запропонувати ЦК РКП(б) дати відповідні директиви українським радянським органам.

б) запропонувати ЦК КП(б)У зробити повідомлення в Політбюро ЦК РКП (б) через місяць про хід робіт з організації Молдовської Автономної Республіки.

в) Доручити т. Фрунзе спостереження за якнайшвидшим проведенням цього питання.
Це змусило представників українського уряду погодитися на розмежування своєї території. До складу МАСРР ввійшло 11 районів Одеського, Балтського та Тульчинського округів: Ананьївський, Балтський, Котовський, Григоріопольський, Дубосарський, Кам'янський, Кодимський, Олексіївський, Тираспільський, Рибницький, Слободзейський, у яких мешкало 540.567 осіб (за даними 1925 року).
Дану автономію важко було назвати молдовською — етнічних молдован у новому державному утворенні налічувалося лише 31,56%, або 172.514 осіб. Основне населення становили українці, яких мешкало 271.562 особи, що становило 49,69%. Інші етнічні групи включали росіян — 6,71%, євреїв — 7,94%, німців — 1,88%, поляків — 0,81%, болгар — 1,1%, інших національностей — 0,30%. У столиці МАСРР м. Балті з 17.178 осіб було лише 13 етнічних молдован. Власне молдовськими районами можна було назвати лише три — Ананьївський, Дубоссарський та Григоріопольський, де етнічні молдовани становили більшість. Керівництво нової республіки, як правило, мало не молдовські прізвища: перший секретар обкому партії І. І. Бадеєв, голова ЦВК МАСРР Г. І. Борисов, голова РНК О. І. Строєв. Керівництво автономії намагалося постійно розширювати територію, для того, щоб мати керуючий апарат губернського рівня.
Український радянський уряд спершу задовільняв прохання керівництва автономії. На приклад, протокол № 5 засідання Центральної адміністративно-територіальної комісії при ВУЦВК від 22 квітня 1925 року містить таке звернення: «Визнати за доцільне та просити Президію ВУЦВК затвердити по економічних та адміністративних умовам приєднання до складу АМСРР Сербської, Кодимської, Французької та Будейської сільрад Тульчинської округи Подільської губ. оскільки, по-перше, зазначені сільради складають одне економічне ціле з […] частиною Крутянського (Колимського) району АМСРР, до якого вони раніше і належали, мають на своїй території ст. Кодиму, що є базою всього лісового району Північно-західної частини АМСРР та більш-менш кращий зв'язок з м. Балтою (30-40 верств), ніж до м. Тульчина (65-70 верств), а вдруге, прилучання останніх до Крутянського району знищить ту земельну черезполосицю, яка є зараз». Подібне рішення ухвалювалося і стосовно сіл, що входили до складу радгоспу «Коцюбинське». Але в подальшому українська влада відмовилась розширювати територію МАСРР, мотивуючи це тим, що тоді в Молдовській автономії переважна більшість буде українців.
У таких межах МАСРР залишалась до літа 1940 року. Тоді, користуючись таємного домовленістю з Гітлером про поділ сфер впливу в Європі, Сталін примусив Королівство Румунія відмовитися від Бессарабії та Північної Буковини і ввів туди війська Червоної армії.
Після утворення Молдавської Радянської Соціалістичної Республіки з центром у Кишиневі Кодимський, Котовський, Балтський, Ананьївський та Красноокнянський райони залишилися в Українській РСР та увійшли до Одеської області. Інші райони зі складу колишньої МАСРР — Слободзейський, Тираспільський, Дубоссарський, Рибницький, Кам'янський, Григоріопольський — були відірвані від Української РСР та включені до складу Молдавської РСР (на цій території згодом утворилося Придністров'я).
До нового молдовського державного утворення включалася територія, яка належала УРСР. Таким чином повинно було ухвалюватися рішення Верховної Ради УРСР про передачу Придністров'я, оскільки Конституція УРСР передбачала таке: «Територія Української РСР не може бути змінена без згоди УРСР». Насправді такого рішення ніхто не ухвалював. Остаточне рішення було прийнято у Кремлі (спочатку планувалося передати всю Бессарабію УРСР, доручивши саме Українській РСР організувати за Дністром радянську владу).
З утворенням у 1924 р. Молдавської Автономної РСР, що входила до складу Української СРР, молдовсько-українські культурні зв'язки отримали новий імпульс для свого розвитку. Саме в цей період, тобто у складі Української РСР, у 1928 році створюється Молдовський науковий комітет. У цій науковій установі були проведені перші систематичні дослідження з вивчення історії, мови і літератури Молдови. У 1934 році він був перетворений у науково-дослідний інститут, що зосередив свою діяльність на проблемах історії, мови, літератури, економіки Молдови, який у 1940 році був перетворений в Інститут історії, мови і літератури. Тобто фактично основи сучасної Академії наук Молдови закладалися в той період, коли Молдавська АРСР входила до складу Української СРР.
У 20-30 р.р. XX ст. як у МАРСР, так і в Бессарабії з української мови були перекладені твори українських письменників-класиків Т. Шевченка, І. Франка, М. Коцюбинського, Л. Українки та ін.
Зустрічі молдовських письменників з читачами Української СРР, присвячені проблемам молдовської поезії та прози, проводилися в Києві, Одесі, Харкові. Зустрічі ці, як правило, висвітлювалися на сторінках періодичної преси. Великий внесок у розвиток і зміцнення молдовсько-українських літературних зв'язків у 30-ті роки внесла українська преса. На сторінках «Літературної газети», журналів «Гарт», «Життя i революція», «Металеві дні», «Червоний шлях», «Критика» широко висвітлювалися творчі зустрічі українських письменників і критиків Л. Гомона, О. Свекли, І. Фефера, П. Усенка, В. Сосюри, Б. Бездомного, Т. Масенка з молдовськими поетами і прозаїками. У 1940 р. 200 вчителів з УРСР переїхали в МРСР, офіційно для надання допомоги у ліквідації неписьменності.

### Включення всієї Бессарабії до складу Української РСР: 2 липня— 2 серпня 1940р.
У розвиток радянсько-німецьких домовленостей щодо розподілу сфер впливу в Європі зміна кордонів УРСР відбувалася таким чином: після того, коли під тиском СРСР Королівство Румунія змушене було вивести свої війська з Бессарабії та Північної Буковини, туди входить Червона армія, за безпосередньою участю якої розпочинається процес радянізації цих територій. Але якщо в Західній Україні більшовицьку владу встановлювали через опереткові Народні Збори Західної України, то через рік від такого заходу в Кремлі відмовилися. Рішенням політбюро ЦК ВКП(б) від 2 липня 1940 року вказану територію було включено до складу УРСР, і на ній уже з наступного дня створили органи нової влади. Зокрема, 3 липня Політбюро ЦК КП(б)У затвердило склад повітових виконавчих комітетів у Кишиневі, Хотині, Бельцах, Ізмаїлі, Оргеєві, Сороках, Аккермані, Кагулі, Бендерах і Чернівцях.
4 липня 1940 року Політбюро ЦК КП(б)У затверджує склад повітових комітетів КП(б)У па новоприєднаних землях. Так, першим секретарем цього органу в Чернівцях призначається Іван Грушецький, Кишиневі — Степан Зеленчук, Сороках — Михайло Наконечний, Аккермані — Костянтин Горба, Хотині — Василь Чучукало, Оргієві — Іван Пожидаєв, Бендерах — Степан Антошок, Кагулі — Григорій Кулптін, Ізмаїлі — Олександр Овчаренко, Бельцах — Петро Орленко. Днем раніше в Кишиневі організовується великий мітинг за участю першого секретаря ЦК КП(б)У Микити Хрущова та наркома внутрішніх справ УРСР Івана Сєрова, на якому проголошується: «Радянська Бессарабія торжествує!», «Це — жителі Кишинева, вільні радянські громадяни».

### Утворення Молдавської РСР у 1940р.
10 липня 1940 р. в пресі з'являється повідомлення, що у відповідь на клопотання трудящих Бессарабії, ухвалено рішення Москви щодо утворення Молдавської Радянської Соціалістичної Республіки. А 2 серпня 1940 року Верховна Рада СРСР ухвалює «Закон про створення союзної МРСР» з центром у Кишиневі, до складу якої включаються — вилучаючись з УРСР, без попереднього узгодження з останньою, як того вимагала її Конституція — місто Тираспіль і Григоріопольський, Дубосарський, Кам'янський, Рибницький, Слободзейський і Тираспільський райони. Верховній Раді УРСР як гаранту територіальної цілісності Радянської України Москва доручає лише «подати на розгляд Верховної Ради Союзу Радянських Соціалістичних Республік проект встановлення точного кордону між Українською Радянською Соціалістичною Республікою і Союзною Молдавською Радянською Соціалістичною Республікою». І вона згодом вносить таку пропозицію Політбторо ЦК КП(б)У, яке буде просити ЦК ВКП(б) її затвердити.
Про українськість Придністров'я напередодні вилучення його зі складу УРСР свідчить, зокрема, переважна більшість тут саме українських загальноосвітніх навчальних закладів. Так, з 496 масових шкіл у цьому регіоні в 1940 році молдовських нараховувалося 136, російських — 51. єврейських — 4, а українських — 295. У наступні роки у цей регіон посилено завозили спеціалістів з усього СРСР, прискорено розвиваючи тут індустрію. У результаті цього процесу відбувалася тотальна русифікація як молдован, так і українців. Українці, як правило, були віднесені до російськомовного населення, у регіоні не залишилося жодної україномовної школи.
У післявоєнний період, використовуючи досвід української літератури, молдовські письменники Є. Буков, П. Дарієнко, І. Канна (рум. Ion Canna), П. Крученюк, А. Лупан (рум. Andrei Lupan), Д. Мілев, Н. Кабак, Ф. Пономарь (рум. F. Ponomari) та інші створюють романи, а також історичні, ліричні, комедійні та етико-моральні п'єси.
Перші радянські публікації, у яких йшлося, окрім іншого, про молдовсько-українські відносини, належать І. Д. Чебану (рум. Ivan Dmitrievici Ceban), І. Осадченкові (рум. Ion Osadcenco) та В. М. Сенкевичу. Ці питання вперше були викладені у збірнику статей у двотомнику з історії Молдови XIV-XVIII ст. та в інших монографіях. Надалі починається постійне вивчення окремих проблем молдовсько-українських зв'язків.
Українсько-молдовські наукові зв'язки вийшли на новий рівень після створення у 1946 році молдовської науково-дослідної бази Академії наук СРСР, а в 1949 році — Молдовського філіалу Академії наук СРСР. Саме в цей період зв'язок між Академією Наук УРСР, яка мала на той час значний досвід, та молодої Академії наук Молдови сприяв розвиткові наукових напрямків молдовської науки в області не тільки гуманітарних знань, етнографії, але й фізики, хімії, біології. Багато провідних молдовських вчених проходили аспірантську підготовку в стінах Академії наук України. Так, наприклад, відомий молдовський фізик, лауреат Державної премії СРСР академік АН Молдови Св. А. Москаленко (рум. Sveatoslav Moscalenco) свій науковий шлях починав як аспірант Академії Наук України. Подібний шлях пройшли багато фізиків, хіміки, біологи, математики, представники інших галузей знань.
Цінними дослідженнями даного періоду стали роботи авторських колективів молдовських і українських вчених, з-під пера яких вийшли праці «Історія Молдавської РСР», «Історія Української РСР» та ін. У науковий обіг було введено велику кількість нових документів, а в загальних курсах з історії Молдови з'явилися розділи про молдовсько-українських зв'язки. Велику увагу було приділено висвітленню історії літературних молдовсько-українських контактів; філологами були досліджені багатовікові молдовсько-слов'янські культурні зв'язки. Докази близькості і спільності обрядів різних епох знайшли своє відображення в роботах дослідників Г. Г. Ботезату, В. С. Зеленчука, О. С. Лук'янець та ін.
У 1961 році створюється Академія наук Молдавської Радянської Соціалістичної Республіки. Весь наступний період своєї діяльності вона тісно співпрацювала як з Академією наук СРСР, так і з Академією наук України. Ця діяльність сприяла зміцненню молдовсько-українських культурних та наукових зв'язків.
У 80-ті роки зусиллями етнологів Молдови та України був підготовлений науковий збірник «Українсько-молдовські зв'язки в період соціалізму». Дослідження включило в себе розробки з історії молдован в Україні і українців в Молдові. Були представлені матеріали про традиційно-побутову культуру українців Молдови, знайшли відображення напрацювання фахівців в області етносоціології.
На конкретних прикладах подібності варіантів східнослов'янського фольклору в казках І. Крянге побудовані монографічні праці Ніколае Корлетяну (рум. Nicolae Corlăteanu) і Костянтина Поповича (рум. Constantin Popovici). У наші дні в Молдові академік АН Молдови К. Попович працює в прозовому жанрі українською мовою.

### Від «Декларації про державний суверенітет України» до Придністровського конфлікту

Протокол про встановлення дипломатичних відносин між Україною та Республікою Молдова

16 липня 1990 р. Верховна Рада Української РСР прийняла «Декларацію про державний суверенітет України». У Декларації зазначалось, що «Українська РСР як суб'єкт міжнародного права здійснює безпосередні зносини з іншими державами, укладає з ними договори…».
Перші роки, що минули після прийняття «Декларації», відзначалися активізацією міжнародних контактів України з багатьма країнами світу, насамперед найближчими сусідами, зокрема з Молдовою. Це було зумовлено наявністю спільних кордонів та необхідністю налагодження всебічного взаємовигідного співробітництва. Суттєвим чинником розвитку двосторонніх відносин стало те, що у Республіці Молдова, за офіційними даними, мешкало близько 600 тис. українців, а в Україні, переважно в Одеській, Чернівецькій та Кіровоградській областях, — понад 250 тис. молдован. Зокрема, у прийнятій 2 липня 1993 р. Верховною Радою постанові «Про Основні напрями зовнішньої політики України», зокрема підкреслюється, що «…у зв'язку з особливостями історичного розвитку і специфікою геополітичного і геоекономічного положення України важливими в двосторонніх відносинах з прикордонними державами є українсько-молдовські відносини».
Молдова однією із перших визнала незалежність України. Дипломатичні відносини між Республікою Молдова і Україною були встановлені 10 березня 1992 р. в період Придністровського конфлікту. Перший офіційний візит президента України Л. Кравчука до Молдови відбувся 23 жовтня 1992 р. Під час візиту був підписаний «Договір про добросусідство, дружбу та співробітництво між Україною і Республікою Молдова». Президенти Л. Кравчук та М. Снєгур торкнулися також теми придністровського конфлікту і висловили спільне прагнення до пошуку можливостей його політичного врегулювання.
Такі кроки були позитивно відзначені громадськістю та політичною елітою обох країн. Зокрема, голова парламенту Республіки Молдова Александру Мошану зазначив, що «цей договір потрібно було підписати значно раніше. Якщо Україна визнає нашу незалежність і цілісність, якщо будемо співробітничати як рівноправні держави, то ми зможемо спільно розв'язувати будь-які проблеми, в тому числі й ті, які пов'язані зі становищем і бажаннями українського населення Молдови».
6-17 квітня 1992 р. у Кишиневі відбулися чотиристоронні зустрічі міністрів закордонних справ Молдови, Росії, Румунії та України. На цих зустрічах було вироблено рекомендації з урегулювання конфлікту на основі норм міжнародного права і принципу територіальної цілісності Республіки Молдова, а також було створено змішану комісію з контролю за дотриманням угоди про припинення вогню і роз'єднання втягнутих у конфлікт сторін. Парламент Республіки Молдова провів ряд засідань, присвячених проблемі придністровського конфлікту, в яких взяли участь також депутати, обрані у Придністров'ї.
16 червня 1992 р. парламент Республіки Молдова ухвалив постанову «Про основні принципи мирного врегулювання збройного конфлікту, встановлення миру і злагоди в східних районах Республіки Молдова». Тим самим було забезпечено умови для унеможливлення збройних сутичок, що призводили до загибелі людей та ескалації напруги. Було створено передумови для переведення конфлікту в переговорне русло. Але бойові дії, що спалахнули в червні 1992 року в місті Бендерах, підірвали чотиристоронній процес — Румунію було виключено з механізму вирішення конфлікту.
Позиція України впродовж 90-х рр. була незмінною: підтримання незалежності і неподільності Республіки Молдова та непорушність її кордонів і дотримання принципу невтручання у внутрішні справи Молдови.

### Період від Придністровського конфлікту до підписання «Договору про державний кордон»
Обидві країни на початку 90-х рр. XX ст. докладали багато зусиль до вступу в міжнародні організації. Зокрема, восени 1992 р. Молдова та Україна стали членами Міжнародного валютного фонду і Світового банку.
13-14 грудня 1993 р. відбувся візит президента Молдови М. Снєгура до Києва. Молдовська сторона наголосила на важливості залучення України до посередницьких зусиль з придністровської проблеми.
8 квітня 1994 р. Верховна Рада Молдови ратифікувала документи про вступ республіки до СНД. Одним з важливих зовнішньополітичних кроків Молдови та України стала їхня участь у створенні ГУАМ (Грузія, Україна, Азербайджан, Молдова). «Страсбурзькою декларацією» від 10 жовтня 1997 р. було зафіксовано рівень політичного зближення й практичного співробітництва між країнами пострадянського простору, збіг їхніх позицій з ключових міжнародних проблем.
23-24 лютого 1995 р. відбувся візит міністра закордонних справ України Г. Удовенка до Кишинева. Велися переговори щодо демаркації державного кордону, активізації економічного співробітництва, статусу національних меншин. Україна зобов'язалася створювати всі умови для молдован, що живуть на її території. Такі ж умови мали бути забезпечені українцям у Республіці Молдова.
16 квітня 1995 р. відбулися вибори до парламенту Молдови. Народний фронт та комуністи фактично поділили депутатські мандати.
7 лютого 1996 року президент Молдови Мірча Снєгур та Ігор Смирнов підписали «Протокольну угоду з вирішення проблем, що виникли в діяльності митних служб Республіки Молдова і Придністров'я». Згідно з цим документом Придністров'я отримало у користування нову митну печатку з написом «Республіка Молдова. Придністров'я. Тираспольська митниця». Згідно з тим же документом Тирасполь зобов'язався прибрати зі свого боку всі митні та прикордонні пости і створити спільні з Кишиневом митні пости вздовж кордону Республіки Молдова та України по лівому берегу річки Дністер.
24 липня 1996 р. Київ відвідав глава уряду Молдови А. Сангелі. Він провів переговори з президентом України Л. Кучмою. Було запрошено українських миротворців на територію Придністровської республіки. 8 травня 1997 р. згідно з «Меморандумом про основи нормалізації відносин між Республікою Молдова та Придністров'ям», що підписав і Л. Кучма як один з посередників, Україна виступає країною-гарантом миру в Придністров'ї. Також було ухвалено рішення про включення її до Об'єднаної Контрольної Комісії та залучення до миротворчої діяльності українських військовослужбовців. Україна дотримується принципу невтручання у внутрішні справи сусідньої країни і, відповідно до своїх зобов'язань за Гельсінським актом та норм міжнародного права, відстоює позицію безумовної поваги територіальної цілісності й суверенітету Молдови в кордонах колишньої Молдавської РСР.
У липні 1999 р. в Києві відбулася зустріч учасників мирного врегулювання Придністровського конфлікту. На зустрічі були присутні прем'єр-міністр Росії, президенти України, Молдови, керівники Придністров'я, представник ОБСЄ в Молдові, які розглянули план поетапного врегулювання цієї проблеми, висунутий президентом Л. Кучмою. Більше того, деякі міжнародні експерти зазначали, що на той час не було компроміснішого документа для врегулювання придністровської проблеми, ніж запропонований Україною 1999 р. «План поетапного надання статусу». У його основу українські дипломати заклали вже досягнуті між Кишиневом і Тирасполем домовленості. Згаданий план дає своєрідну програму поетапного визначення статусу Придністров'я.

## Сучасний стан

### ГУАМ
Див. також ГУАМ.

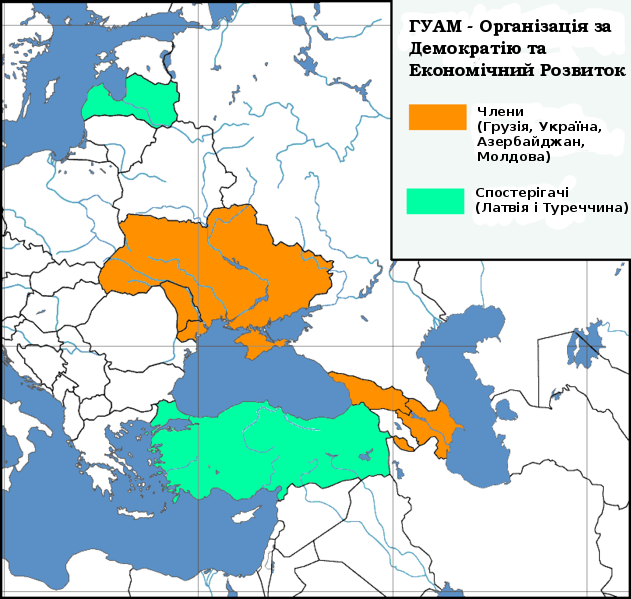
Країни члени ГУАМ, включаючи Молдову та Україну

Заснування політико-консультативного форуму ГУАМ у складі 4 країн (України, Азербайджану, Грузії й Молдови) відбулося 10 жовтня 1997 року в Страсбурзі під час Самміту Ради Європи, під час якого було схвалено «Спільне комюніке» глав України, Грузії, Азербайджану й Молдови. У цьому документі було зафіксовано рівень політичного зближення й практичного співробітництва між країнами цієї групи, спільність позицій з ключових міжнародних проблем й процесів у пострадянському просторі.

### Від підписання Договору про державний кордон до створення українсько-румунсько-молдовських єврорегіонів
У серпні 1999 року президенти України та Молдови Л.Кучма й Петру Лучинський підписали «Договір між Україною і Республікою Молдова про державний кордон» та «Додатковий протокол» до Договору між Україною і Республікою Молдова про державний кордон щодо передачі у власність України ділянки автомобільної дороги Одеса-Рені в районі населеного пункту Паланка (Штефан-Водський р-н Республіки Молдова), а також земельної ділянки, по якій вона проходить, і режиму її експлуатації. Натомість Молдова отримала вихід до р. Дунай в районі с. Джурджулешть, де розпочала будівництво нафтотерміналу. Ці документи були ратифіковані Верховною Радою України 6 квітня 2000 р. Ратифікація документів у парламенті Молдови відбувалася дуже складно і тривала майже півтора року. 12 липня 2001 р. парламент Молдови нарешті ратифікував угоду (73 голоси — «за», 20 — «проти»). Ця подія викликала масові протести у Молдові, бо противники угоди вважали, що умови територіального обміну є нерівними.
У травні 2001 р. президент Молдови В. Воронін вперше офіційно відвідав Київ. Було підписано кілька важливих документів, які мали визначати рівень подальшого українсько-молдовського співробітництва в соціально-політичній та торговельно-економічній сферах. Зокрема президенти підписали «Спільну заяву», де визначено головні пріоритети і завдання майбутнього співробітництва, взаємодії в рамках міжнародних організацій та форумів. Серед інших двосторонніх документів — угоди між Кабінетом Міністрів України та урядом Республіки Молдова про безвізові поїздки громадян і про взаємне визнання.
Для України і Молдови істотною проблемою залишалося перебування на території Придністров'я Оперативної групи військ Російської Федерації з особовим складом близько 3,5-3,7 тис. чоловік. Україна зацікавлена у швидкому виводі цієї групи і особливо — у ліквідації складів з боєприпасами, що залишилися на території Придністров'я. Україною була підписана Угода з урядом Російської Федерації про транзит через територію України російських військових формувань. На Стамбульському саміті ОБСЄ було встановлено кінцеву дату процесу виведення — 31 грудня 2002 р. На московському засіданні за участю представників президентів Росії, України і Молдови та Придністров'я було узгоджено графік цього виведення. Проте з часом президент Придністров'я Ігор Смирнов категорично виступив проти виведення з регіону російської зброї та військової техніки.
Згідно з пропозиціями комісій настали кардинальні зміни і в процесі миротворчої діяльності в регіоні — контингенти Молдови та Придністров'я повинні заміщуватися російськими та українськими.
Під час цього візиту було обговорено практично всі проблемні питання, що стосувалися двосторонніх відносин, підписано кілька важливих документів щодо подальшого українсько-молдовського співробітництва, взаємодії в рамках міжнародних організацій та форумів. Між Кабінетом Міністрів України та урядом Республіки Молдова були підписані угоди про безвізові поїздки громадян і про взаємне визнання та еквівалентність документів про освіту і вчені звання, а також «Протокол про співробітництво в галузі освіти на 2001–2002 р.р.» Велике значення мала Угода між Мінагрополітики України та Міністерством сільського господарства і харчової промисловості Республіки Молдова про економічне та науково-технічне співробітництво, оскільки в цій галузі в України та Молдови багато спільного. Таким чином, було відкрито нові шляхи до створення українських підприємств у Молдові і молдовських в Україні.
14 червня 2002 р. у Києві відбулася зустріч Прем'єр-міністра України Анатолія Кінаха з прем'єр-міністром Молдови Василє Тарлевим. Під час засідання Спільної міжурядової українсько-молдовської комісії з питань торговельно-економічного співробітництва прем'єр-міністр А. Кінах зазначив, що «у 2001 р. товарообіг між двома країнами збільшився на 51%, склавши 372,9 млн доларів США, а в 2002 р. цей показник збільшився ще на 20%». Також було охарактеризовано як «величезний резерв» співпрацю в енергетичному секторі, у створенні транспортної інфраструктури, повного використання унікального географічного положення України і Молдови для розбудови пан'європейських транспортних коридорів. Прем'єр-міністр Молдови В. Тарлев зазначив, що протягом 2002 р. урядам двох країн вдалося досягти результату, рівного якому не було протягом всіх попередніх років двосторонніх взаємовідносин.
Також був підписаний «Протокол про інтенсифікацію співробітництва між двома країнами у сфері культури і мистецтв». За результатами підписаного протоколу було вирішено провести в Україні рік Республіки Молдова в 2003 р.
Попри те, що в українсько-молдовських стосунках є багато позитивних моментів, не можна не згадати про інцидент, що мав місце 17 липня 2003 р. В односторонньому порядку Молдова вирішила уточнити державний кордон. З частини території Дністровської ГЕС, розташованої на молдовському березі, було вигнано українську охорону станції і посеред греблі встановлено прикордонний стовп. Ситуація, що склалася на той час, була незрозумілою для України. В діючому «Договорі про дружбу і співробітництво» між двома країнами визнавалася взаємна недоторканість кордонів, але самі кордони не були визначені. В даному випадку кордон між Україною і Молдовою визначався відповідно до міжнародного права по фарватеру Дністра. Але паралельно діяв акт про землевідвід — в 1982 р. Молдовська РСР передала Українській РСР на невизначений термін 25 гектарів на правому березі для будівництва ГЕС.
Таким чином, ситуація з прикордонного конфлікту перейшла в політичний. Прикордонні проблеми між Україною і Молдовою на ділянці Дністровської ГЕС не закінчуються. Невирішеним залишається питання створення на українсько-молдовському кордоні спільних прикордонних і митних постів, що ініціюється молдовською стороною. Молдова наполягає на тому, що перебування її прикордонних і митних служб допомогло б покінчити з «придністровською контрабандою».
Перший етап незалежності України і Молдови супроводжувався економічною кризою. Це стало одним з факторів, що змусило у цій ситуації Кишинів переглянути свою позицію щодо СНД. Слід зазначити, що відносини між обома країнами зумовлені схожими геополітичними умовами, спільністю кордонів, взаємопов'язаністю економік, традиційними історичними, культурними та родинними зв'язками. Обидві країни дотримуються принципу військово-політичного нейтралітету. У сфері торговельно-економічних відносин створена міцна нормативно-правова база. Подальші напрями економічного зближення зазначені у «Декларації про основні принципи створення двостороннього Митного союзу» (11 березня 1997 р.), у «Програмі економічного співробітництва на довгострокову перспективу». Одним з важливих зовнішньополітичних кроків Молдови та України стала їхня участь у створенні ГУАМ. Позитивним моментом у відносинах України і Молдови слід назвати взаємодію в рамках міжнародних Угод та Конвенцій, у розробці концепцій Транскордонного співробітництва, виходячи з спільних національних інтересів та зовнішньоекономічної політики. Україна та Молдова проголосили європейську інтеграцію одним з основних пріоритетів зовнішньої політики своїх держав. Транскордонне співробітництво покликане сприяти налагодженню та поглибленню відносин між двома країнами та з Євросоюзом зокрема.
Важливим напрямом регіонального партнерства України і Молдови слід назвати співробітництво в галузі сільського господарства, культурно-освітній та інформаційній сферах. Договір між Урядом України і Урядом Республіки Молдова про співробітництво прикордонних областей України і адміністративно-територіальних одиниць Республіки Молдова був підписаний 11 березня 1997 року. 2 червня 1997 р. у Констанці (Румунія) був підписаний «Договір про відносини добросусідства і співробітництва між Україною та Румунією», у якому зазначається: «Договірні сторони відповідно до положень Європейської Рамкової Конвенції про ТКС між територіальними громадами або владою заохочуватимуть і підтримуватимуть безпосередні контакти та взаємовигідне співробітництво між адміністративно-територіальними одиницями України і Румунії, зокрема у прикордонних зонах. Вони також сприятимуть співробітництву між адміністративно-територіальними одиницями обох держав в рамках існуючих, а також новостворених єврорегіонів „Верхній Прут“ і „Нижній Дунай“, до участі в яких можуть запрошуватись адміністративно-територіальні одиниці інших зацікавлених держав. Договірні Сторони діятимуть в рамках включення цього співробітництва в рамки відповідної діяльності європейських інституцій».
З огляду на взаємну економічну зацікавленість розвивається співробітництво у створенні потужних пропускних пунктів на кордонах, будівництві сучасних авто- і залізничних шляхів, Україна та Молдова зацікавлені у створенні і розвитку «єврорегіонів». Засновниками єврорегіонів виступило керівництво двох румунських повітів, шести молдовських районів і Чернівецької області України.
Процес створення єврорегіонів був ініційований не знизу, з боку місцевих структур управління і влади, а згори, з боку вищого керівництва зацікавлених сторін. Це важливо як з точки зору децентралізації процесу державного управління у двох країнах, так і в плані налагодження добросусідських стосунків між державами. Створені єврорегіони несуть в собі риси не тільки європейських єврорегіонів як співпрацюючих транскордонних територій, а й співпрацюючих регіонів. На прикордонних територіях проживає тісно пов'язане між собою українське і молдовське населення, якому потрібно вирішувати схожі економічні, культурні, законодавчі та соціальні проблеми.
Україна та Молдова, як держави-сусіди, зробили конкретні кроки для утвердження принципів реального добросусідства і плідного регіонального співробітництва. За обсягами експорту українських товарів і послуг Молдова нині на другому місці серед країн СНД. Серед результатів «гуманітарного прориву» України в Республіку Молдова — українська школа в місті Рибниця й українська гімназія в Бендерах (обидва навчальні заклади — на території Придністров'я).

### Взаємини України та Молдови у 2005—2010рр.
Після 2005 р. Україна надала Молдові важливі економічні привілеї. На початку 2006 р., під час українсько-російського газового конфлікту, керівництво України ухвалило рішення постачати газ до Молдови за рахунок того газу, який видобувався самою Україною. За низькими тарифами також постачалася електроенергія.
Україна відкрила свій ринок для алкогольної продукції з Молдови в той час, коли Росія вводила на цю продукцію заборону.
Україна також погодилася на запровадження моніторингу комісії ЄС на молдовсько-українському кордоні, а також впровадження єдиних митних процедур для центральної (придністровської) частини спільного кордону.
У ряді областей невирішені проблеми залишаються. З 2006 року Молдова не надає авіакомпанії «Аеросвіт» дозволу на експлуатацію щоденних рейсів до Кишинева. Існують проблеми з перевезенням вантажів до України через Придністров'я. Лише 30 червня 2011 року Молдова виконала зобов'язання, прийняте в рамках Додаткового протоколу до Договору між Україною і Республікою Молдова про державний кордон, і остаточно передала Україні частину дороги Одеса-Рені, яка проходить по території Молдови в районі села Паланка. В той же час Україна виконала відповідне зобов'язання перед Молдовою (передала ділянку на березі Дунаю біля м. Рені) в рамках угоди про обмін еквівалентними територіями ще в 1997 році.
Громадяни обох країн можуть перетинати кордон з іноземними паспортами, без віз. Якщо перебування в країні перевищує 3 дні і якщо на кордоні в паспорті не було поставлено штамп про в'їзд, особа зобов'язана зареєструватися у місцевих органах влади відповідної країни.

### Українсько-молдовські наукові зв'язки

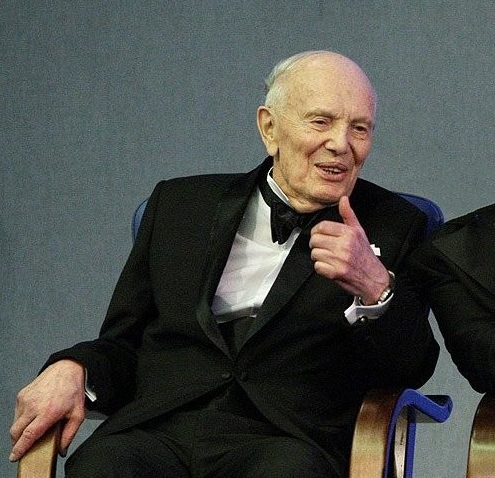
Борис Євгенович Патон, Президент АН України (1962—2020), почесний член Академії наук Молдови.

Новий виток свого розвитку молдовсько-українські наукові зв'язки отримали після набуття Україною і Молдовою незалежності. Ці зв'язки були підкріплені в 1996 «Договором про співробітництво» між Академією наук Молдови та Національною академією наук України. У 2006 р. в рамках цього Договору підписана «Генеральна угода» між Академією наук Молдови і Південним науковим центром НАН України та Міністерством освіти і науки України для вирішення пріоритетних наукових, науково-технічних і соціально-економічних проблем Республіки Молдова і південного регіону України.
Традиційно тісні і плідні наукові контакти з вченими АН Молдови має Фізико-хімічний інститут ім. А. В. Богатського НАН України (академік НАН України С. Андронаті, член-кор. НАН України М. Лук'яненко), який спільно з Інститутом прикладної фізики АН Молдови (професор Ю. Симонов) провадить дослідження в галузі встановлення структури ряду біологічно активних речовин методом рентгеноструктурного аналізу. Ця ж молдовська група тісно співпрацює з Інститутом органічної хімії (академік НАН України Л. Марківський, член-кор. НАН України В. Кальченко) з проблеми дослідження структур краун-ефірів і з Фізико-хімічним інститутом захисту навколишнього середовища і людини НАН України. Протягом тривалого періоду за участю Фізико-хімічного інституту ім. О. В. Богатського та Інституту хімії АН Молдови під керівництвом акад. АНМ М. Гербелеу проводилися дослідження в рамках проекту «Структура та каталітичні властивості поліядерних макрокомплексів».
Протягом багатьох років Інститут хімії АНМ має тісні наукові зв'язки з Інститутом колоїдної хімії та хімії води НАН України ім. А. В. Думанського. Під керівництвом академіка НАН України В. Гончарука та професора Ф. Лупашка провадяться дослідження, пов'язані з синтезом вуглецевих матриць для створення нових сорбційних, іонообмінних матеріалів та каталізаторів для очищення підземних і поверхневих вод.
Спільно з Інститутом хімії поверхні ім. О. О. Чуйка (член-корр. НАН України М. Картель) провадяться дослідження в галузі вивчення процесів хімічних перетворень на поверхнях вуглецевих каталізаторів. У спільних роботах Інституту хімії АНМ та Інституту проблем матеріалознавства НАН України (Д. Щур, член-кор. АНМ К. І. Турте) розробляються нові стратегії синтезу стабільних феромагнітних наночастинок. Спільні роботи в області електрохімічного матеріалознавства провадяться Інститутом загальної та неорганічної хімії ім В. І. Вернадського НАН України та Інститутом прикладної фізики АНМ (проф. В. С. Кублановський, член кор. АНМ А. І. Дікусар).
Постійно розширюється співпраця у сфері сейсмічних досліджень. З української та молдовської сторони у цих роботах беруть участь Інститут геофізики ім. С. І. Субботіна НАН України та Інститут геології і сейсмології АН Молдови. Вчені цих інститутів розробляють методики проведення сейсмічних спостережень, методи визначення сейсмічної небезпеки і способи захисту населення, житла і важливих промислових об'єктів.
Наразі продовжується робота з вивчення молдовсько-українських зв'язків. Дана проблема знаходить своє відображення в роботах сучасних істориків Е. Байдауса, І. Єремії, А. Єшану, Л. Заболотної та етнологів В. Степанова, В. Кожухаря та ін.
Молдовський історик Василє Статі підготував і видав монографію «Молдовани України. Історико-географічне і етнодемографічне дослідження» (Одеса, 2008 р.). Сучасним трансформаційним процесам в Молдові та участі в них українського населення присвячена монографія В. Степанова «Українці Республіки Молдова. Нариси трансформаційного періоду (1989—2005)» (Кишинів, 2007 р.). Готується до видання етнологічне монографічне дослідження українського села Мусаїт у Молдові.
Співробітники Центру етнології Інституту культурної спадщини АН Молдови працюють над підготовкою колективної монографії «Поліетнічна Молдова», в якій великий розділ присвячений висвітленню історії культури і мови українського населення в Молдові.
Інститут культурної спадщини АН Молдови уклав ряд двосторонніх договорів про співробітництво з науковими центрами в Україні — Інститутом мистецтвознавства, фольклористики та етнології ім. М. Рильського НАН України, Інститутом археографії НАН України.
Велика робота проводиться Центром етнології Інституту культурної спадщини АН Молдови з проведення міжнародних конференцій, на які приїздять українські вчені. 25-26 вересня 2008 р. відбувся міжнародний конгрес «Збереження культурної спадщини як європейська проблема», в роботі якого взяли участь представники 6 країн, в тому числі України.
У 2008 році Інститут філософії, соціології та політичних наук АН Молдови організував міжнародну конференцію «Українці Молдови та молдовани України: етносоціологічні процеси».
У Молдові, починаючи з 90-х років, діють Українська громада, Союз українців Республіки Молдова, Товариство української культури та інші етнокультурні громадські неурядові організації, які сприяють зміцненню молдовсько-українських відносин. Академії наук України та Молдови плідно взаємодіють по лінії Міжнародної асоціації академій наук (МААН). Організована за ініціативою президента Національної академії наук України академіка Б. Є. Патона, МААН проводить роботу з консолідації наукових сил на пострадянському просторі.
Плідною є взаємодія українських та молдовських вчених в рамках регіонального співробітництва академій наук України, Білорусі та Молдови. Найістотніші досягнення українських, білоруських і молдовських учених, отримані при виконанні спільних наукових досліджень, з 1996 р. відзначаються преміями академій наук України, Білорусі та Молдови. За результатами конкурсів, проведених у 1996–2008 р.р., цією премією відзначено ряд робіт, виконаних співробітниками академій наук України та Молдови. Серед них цикли робіт: «Поліядерні карбоксилати металів як каталізатори промислово важливих процесів» (Фізико-хімічний інститут ім. О. В. Богатського НАН України та Інститут хімії АНМ), «Фізичні основи електроіскрового нанесення покриттів, розробка матеріалів і устаткування для цих цілей» (Інститут проблем матеріалознавства ім. Францевича НАН України та Інститут прикладної фізики АНМ), спільна монографія молдовських і українських фізиків «Міжфазна взаємодія та механізми деградації в структурах метал-InP і метал-Ga-As» та ін.
У 2008 році цієї почесної премії був удостоєний авторський колектив науковців України, Білорусі та Молдови (А. Попович, В. Прокошин, А. Дікусар) за цикл робіт з дослідження динаміки науково-технічного потенціалу та соціального капіталу науки як ключового фактора розвитку економіки.

## Територіальні питання. Буковина, Бессарабія, Буджак
Поява на теренах колишнього СРСР незалежних держав стала закономірним етапом історичного розвитку національно-державних утворень, що входили до його складу. Ці держави з розпадом СРСР отримали перспективу провадити самостійну зовнішню політику, обирати стратегічних партнерів, шукати гарантії безпеки та ресурси. Намагання нових незалежних держав подолати ізольованість і наслідки постімперських взаємин наштовхувалися часто на перешкоди, зокрема такі, як проблеми територіального розмежування, загострення міжетнічних взаємин, а часто і демонстративна протидія Росії чи інших сусідніх держав.
В умовах становлення незалежної української держави і входження її як рівноправного партнера до європейського та світового співтовариства важливого значення набувають питання історичного минулого України, проблеми прикордонних територій, які раніше або замовчувалися, або висвітлювалися однобоко. До цих проблем, безумовно, можна віднести проблему Бессарабії та Буковини, вирішення якої ускладнювалося впродовж десятиліть не тільки суперечками дипломатів, політиків, науковців, але й існуванням певних стереотипів у свідомості громадян України, Молдови та Румунії, оскільки «історична справедливість» у кожної зі сторін була своєю, залишаючися такою й тепер.
За останні десять років значно зросла кількість праць, присвячених періоду Першої світової війни і дипломатичній боротьбі навколо вирішення долі Буковини і Бессарабії. Серед них виділяються своєю ґрунтовністю праці В.Ботушанського, І.Буркута, С.Гакмана, О.Добржанського. Водночас зазначимо, що точки зору істориків України, Румунії, Молдови не суперечать одна одній в оцінці явищ, які призвели до кризи і розпаду Австро-Угорської та Російської імперій, але не збігаються в оцінках наслідків для Буковини й Бессарабії. Зокрема, при аналізі подій 1918–1920 р.р. українські історики С.Троян, В.Фісанов надають більшого значення ролі великих держав та їх геополітичних інтересів, тоді як їх румунські колеги (Д.Сігіу, І.Шербан) в оцінках політичних та територіальних змін виходять насамперед з тези про головну роль внутрішніх національно-визвольних змагань.
В українській історіографії детально розроблена також тема Буковинського народного віча 3 листопада 1918 р., яке вітчизняні дослідники В.Ботушанський, І.Буркут, С.Григоришин вважають найвищим піднесенням українського національного руху на Буковині. Зі свого боку, румунська історіографія (А.Порцену, Д.Преда, К.Продон) розглядає події 1918 р. як на Буковині, так і в Бессарабії переважно у контексті «Великого об'єднання Румунії».
Особливе місце в дослідженнях займає процес входження Бессарабії та північної частини Буковини до СРСР у червні 1940 р. Свого часу радянська історіографія зображувала включення Бессарабії та Північної Буковини як результат «мирної політики радянського уряду». Стосовно румунської історіографії цього питання слід відзначити, що у історичних працях воєнної доби включення Бессарабії та північної частини Буковини розглядалося як «трагічні події для румунської армії та румунського народу». Після встановлення у Румунії влади комуністів події 1940 р. замовчувались і тільки за останнє десятиліття, особливо після грудневої (1989 р.) революції, відбулися зміни в підходах до цих питань. Румунська історіографія приділяє досить серйозну увагу обставинам включення Бессарабії, Буковини і Герцаївського цинуту до складу СРСР. Зазначена проблема розглядається у працях сучасних румунських науковців Г.Бузату, Ф.Константініу, І.Константіна, Є.Болда.
Українська історіографія радянської доби дотримувалася усталених підходів і тільки наприкінці 80-х р. з'явилися праці, де аналізується значення подій 40-х років для населення Буковини та Бессарабії. Українські дослідники (В.Ботушанський, І.Буркут, С.Григоришин), засуджуючи цілі та методи, якими керувалося сталінське керівництво в 1940 р., в цілому приєднання Буковини та Хотинщини до УРСР оцінюють як позитивний результат, що відкрив буковинським і бессарабським українцям перспективу консолідації в єдиній українській нації. Заслуговує на увагу також наукове дослідження С.Гакмана «Проблема Бессарабії та Буковини у контексті радянсько-румунських міждержавних відносин 1917—1940 р.р.», де досить детально аналізуються радянсько-румунські відносини міжвоєнного періоду.
Проблему формування українсько-румунського та українсько-молдовського кордонів розкрито в монографії В.Сергійчука «Етнічні межі і державний кордон України» та колективній монографії «Кордони України: історична ретроспектива та сучасний стан».
До активно досліджуваних проблем можна віднести перспективи розвитку міжрегіональних відносин у єврорегіонах «Верхній Прут» і «Нижній Дунай», які вивчають науковці України, Молдови та Румунії В.Мошняга, С.Григоришин, С.Гакман, З.Бройде та ін. Для об'єктивного аналізу факторів, що сьогодні визначають стосунки між Україною і Молдовою слід віднести і вплив вирішення проблеми Буковини та Бессарабії впродовж 1914–1917 р.р. та складний історичний контекст формування кордонів між обома державами.

## Демографія

### Українці в Молдові
1989 рік
За даними перепису 1989 року українці становлять 13,8 % (600,336 жителів) від загальної чисельності населення Республіки Молдова. Українці становлять у Молдові третю за чисельністю мовну спільноту. Носіями української мови у Молдові є понад 400 тис. осіб (9,2 % населення Молдови), з яких більшість володіє розмовною, але не літературною українською мовою. У 1989 році з загального числа представників української національності (600,366 осіб) українську мову назвали рідною 370 тис. осіб, молдовську (румунську) мову — 9,5 тис.осіб, російську — 220 тис., інші мови — 755 осіб. Вільно володіють українською мовою 52 тис. українців Молдови.
2004 рік
Українська меншина Молдови є другою за чисельністю національною групою країни після молдован, під час Перепису населення 2004 року 282,4 тисячі мешканців країни, тобто 8,4 % її населення вказали себе українцями. Найчисельніша в абсолютному відношенні українська громада (58,9 тисяч осіб) мешкала у муніципії Кишинів, українці становили 8,3 % населення столичного муніципію. У відносному відношенні найбільш значими були українські осередки в Окницькому районі (30,7 % населення), а також Бричанському районі (25,6 %), муніципії Бєльці (23,7 %) та Ришканському районі (22,5 %).

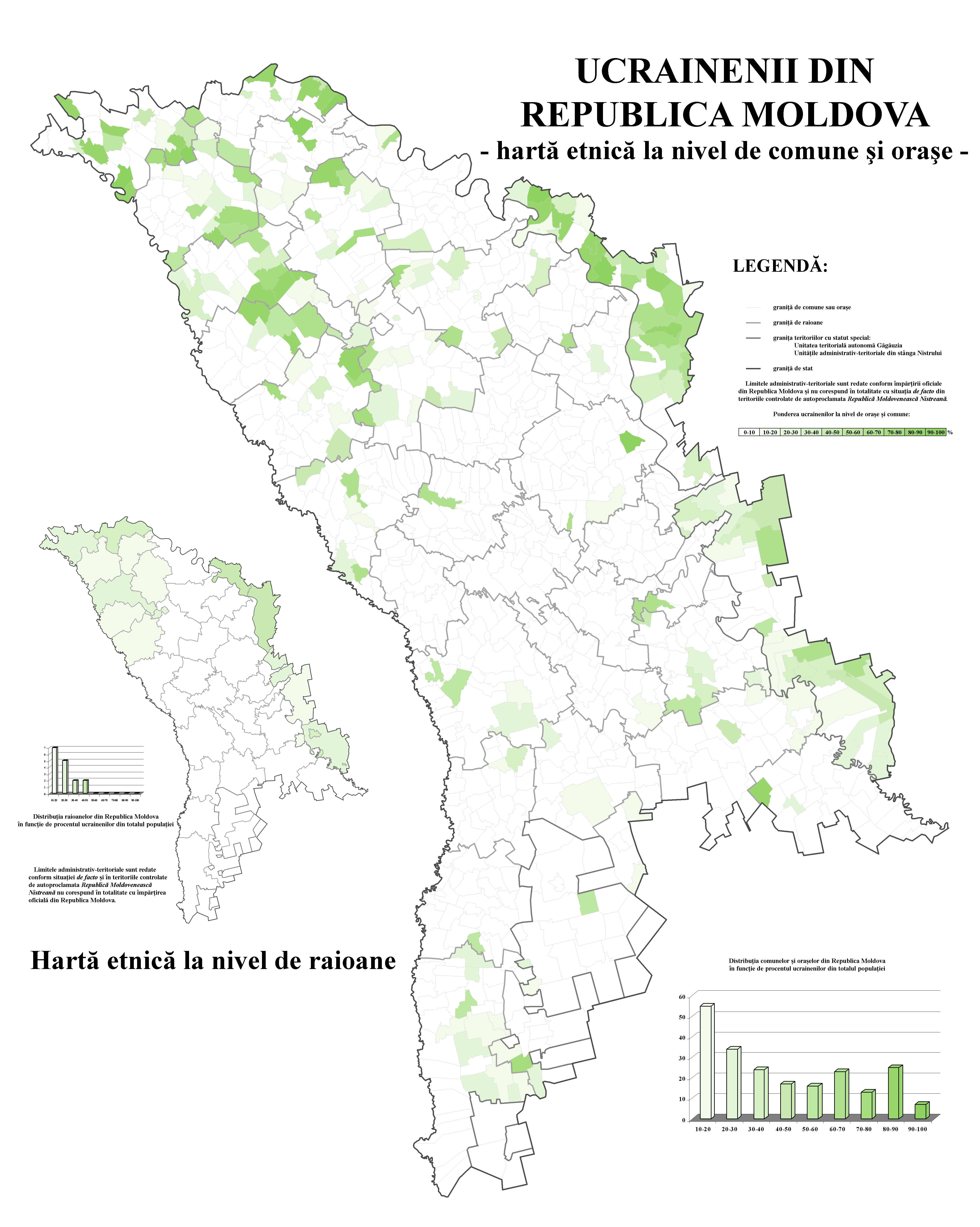
Розселення українців у Молдові, перепис 2001 року
Розселення українців у Молдові, 2004 рік
Вживання української мови в Молдові, 2006 рік
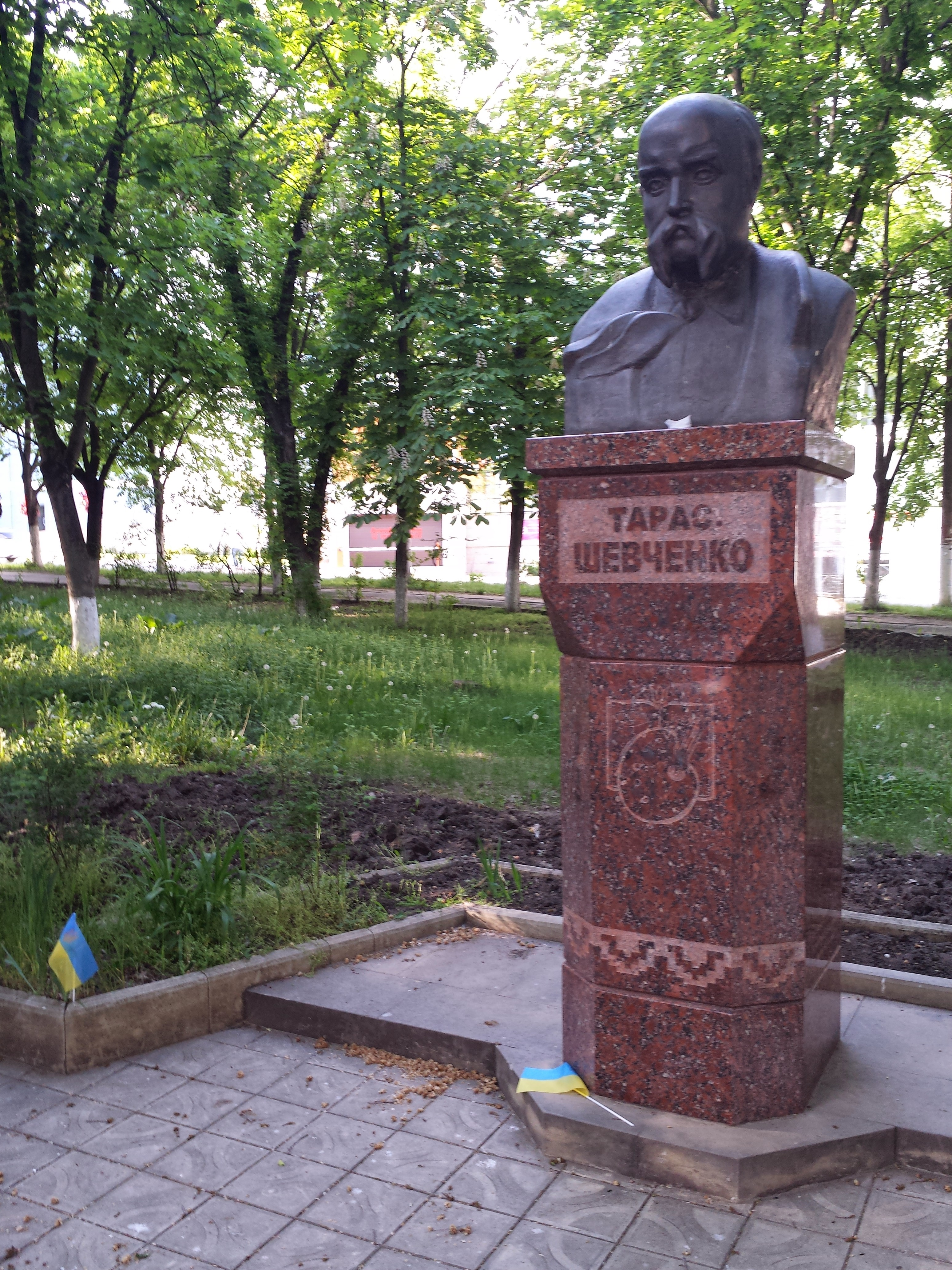
Пам'ятник Тарасові Шевченку в Кишеневі

У Придністров'ї проживає 160 тис. українців за даними придністровського перепису населення 2004 р.
64,1 % українців Молдови вважали рідною мовою українську, частка населення Молдови, що вказала українську мову основною мовою щоденного спілкування, становила 3,8 % сукупного населення.
У Молдові є більш, ніж 300 населених пунктів, у яких українське населення становить більшість, основна маса українського населення зосереджена в північних та східних регіонах Республіки.

### Молдовани в Україні
В Україні проживає 258 600 молдован. Чимало їх осіло тут у XVI—XVII ст., коли молдовські кріпаки, рятуючись від османського гноблення, цілими сім'ями переселялись в Україну. За післявоєнний період їх чисельність в Україні постійно зростала.
Масове переселення молдован на українські землі, зокрема на Лівобережну Наддністрянщину, було викликано репресіями османських завойовників і посиленням експлуатації з боку власних господарів, припадає на XVI ст. У XVII-XVIII ст. молдовські поселення виникли на Правобережжі, у межиріччі Дністра і Південного Бугу, з освоєнням південних земель — у Північному Причорномор'ї. У кін. XIX ст. частка молдовського населення в Україні склала 0,8 % (187 тис. осіб).

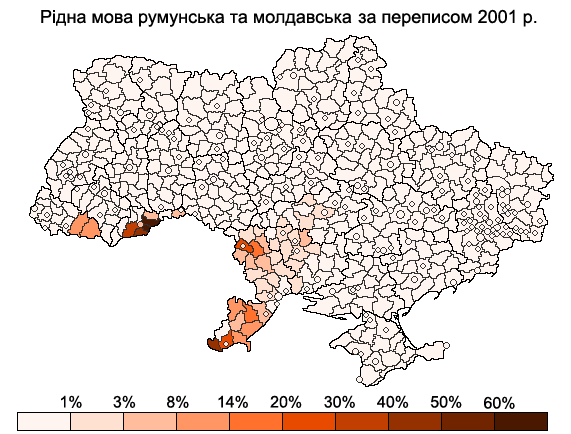
Частка населення України, що назвало рідною мовою румунську та молдовську, перепис 2001 року
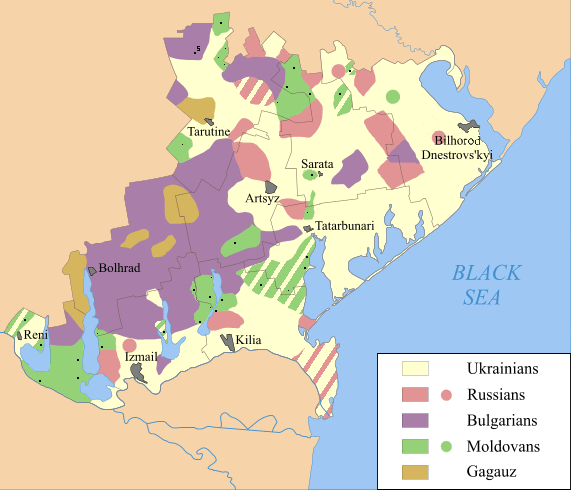
Етнічна мапа півдня Одеської області
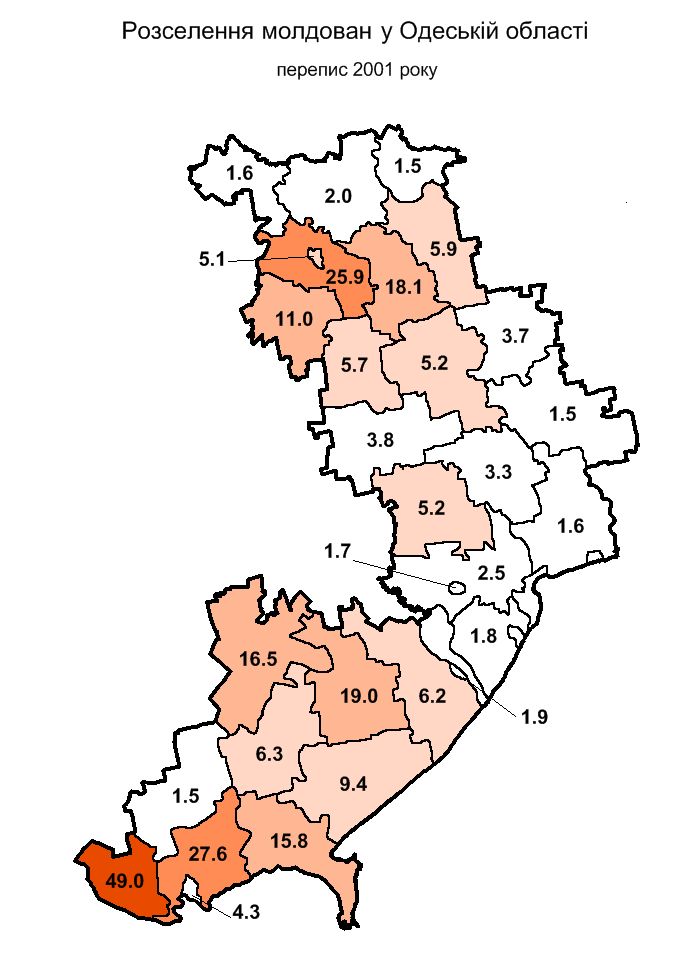
Розселення молдован в Одеській області, перепис 2001 року
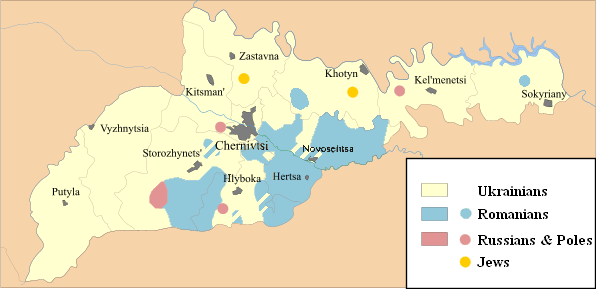
Етнічна мапа Чернівецької області
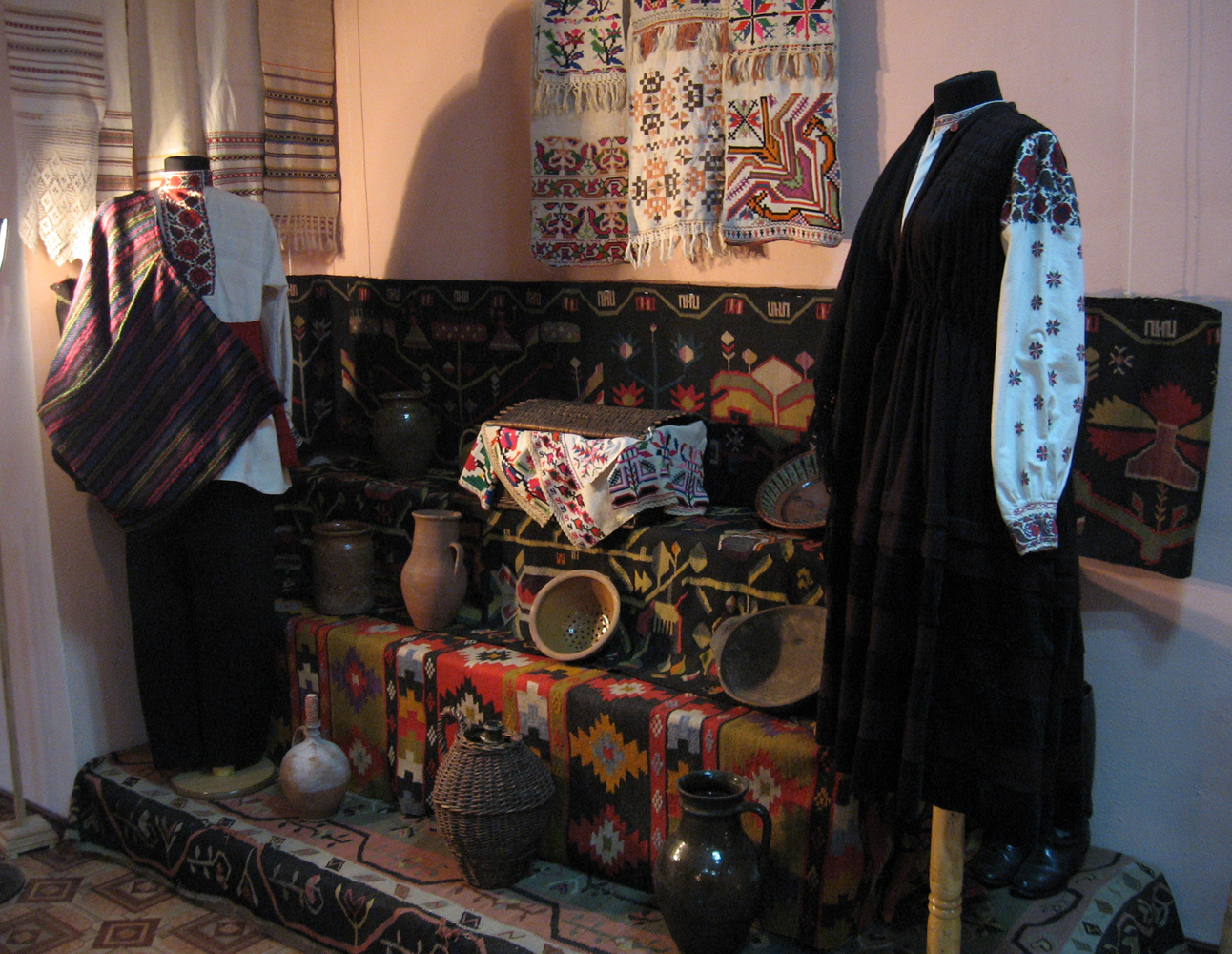
Предмети традиційної молдовської культури в одеському музеї Степової України

Молдовани концентруються здебільшого в районах їх традиційного розселення: на Буковині — 9 %, Одещині — 5,5 %, Миколаївщині — 1,3 %. У цих регіонах їхня питома вага збільшується.

#### Чернівецька область
За даними перепису 2001 року в Чернівецькій області проживає 67,2 тис. молдован. В основному, молдовське населення компактно проживає у Новоселицькому (50.329 осіб), Хотинському (5.102), Глибоцькому (4.425 осіб) районах.
У Новоселицькому районі молдовська меншина компактно проживає в таких населених пунктах: м. Новоселиця, с. Балківці, с. Берестя, с. Ванчиківці, с. Динівці, с. Драниця, с. Костичани, с. Малинівка, с. Мамалига, с. Маршинці, с. Тарасівці, с. Слобода, с. Строїнці, с. Форосна, с. Черленівка.
У Глибоцькому районі молдовани проживають у таких населених пунктах: с. Молодія, с. Привороки, с. Коровія; в Сокирянському районі — в с. Шишківці; в Хотинському районі — в с. Колінківці.
Головою міжрайонного товариства молдовської культури обраний Стаднійчук Юрій Васильович, директор Маршинецької школи. Товариство зареєстроване у 2005 році, підтримує тісні контакти з Всеукраїнським товариством молдовської культури. Двічі на рік члени товариства та аматорські колективи з Новоселицького району беруть участь у Всеукраїнських фестивалях молдовської культури в Одеській області.

## Посольства

### Посольство України в Молдові
Надзвичайний і Повноважний Посол України у Республіці Молдова — Сергій Іванович Пирожков.
Попередніми керівниками посольства були:
- Віталій Федорович Бойко — Надзвичайний і Повноважний Посол України в Республіці Молдова у період з березня 1993 року по червень 1996 року.
- Іван Миколайович Гнатишин — Надзвичайний і Повноважний Посол України в Республіці Молдова у період з червня 1996 року по лютий 2001 року
- Петро Федорович Чалий — Надзвичайний і Повноважний Посол України в Республіці Молдова у період з лютого 2001 року по березень 2007 року

Контактна інформація та режим роботи.
- Адреса: 2008, Республіка Молдова, м. Кишинів, вул. Василє Лупу (рум. Vasile Lupu, колишня Панфілова), 17 (вхід з боку автопаркінгу Посольства).
- Маршрути тролейбусів № 3,4,6,15, маршрутних таксі 127,129,115,104,103, до зупинки «Еуджен Кока» (рум. Eugen Coca).
- Години роботи: 09:00 — 18:00
- Обідня перерва: 13:00 — 14:00
- Прийомні дні: понеділок, середа, четвер з 09.00 до 12.30
- Вихідні дні: субота, неділя

### Посольство Республіки Молдова в Україні
Надзвичайний і повноважний Посол Республіки Молдова в Україні — Ніколае Гуменний (рум. Nicolae Gumennîi)
Режим роботи.
- Адреса: Україна, 01901, м. Київ, вул. Яготинська 2.
- Робочі години: понеділок — п'ятниця 9.00-13.00, 14.00-18.00
- Консульський відділ:
  - Робочі години: понеділок — п'ятниця 10.00-13:00, 17.00-18.00

## Транспорт
Із 7 червня 2014 р. територію Молдови курсуватиме поїзд Чернівці—Київ у транзитному режимі.